# アウター・ヘブリディーズ
アウター・ヘブリディーズ（英語: Outer Hebrides、スコットランド・ゲール語: Innse Gall）は、スコットランド北西沖の大西洋の南北約210kmの範囲に、ルイス・ハリス島、ノース・ウイスト島、ベンベキュラ島、サウス・ウイスト島、バラ島を始めとした大小119の島々が鎖状に連なる列島である。
諸島は、ほぼ全体が変成岩の一種であるルーイシアン片麻岩（ルーイシアン複合岩体）から成り、複雑な海岸線、内陸部の多数の湖沼、ムーア、泥炭地、西岸地域の白砂の砂浜、マッハ（Machair、肥沃な低地草原）といったものが地形の特徴となっている。暖流のメキシコ湾流の影響を受け、高緯度の割には温暖で、年間を通して南ないし南西方向より強い風が吹く。
周辺の離島を含め、海鳥、渉禽類、猛禽類の繁殖地、渡り鳥の越冬地や中継地となっており、鳥類の確認種は400種を超える（繁殖種は100種以上）。天然林は淡水湖上の島や、断崖の岩棚・窪地に若干みられるのみである。周辺海域の離島であるセント・キルダ諸島が世界遺産に指定されているほか、域内各所が自然保護区域に指定されている。
発見された集落跡より紀元前7000年頃（中石器時代）には人類が居住していた様であり、紀元前3000年頃-紀元前2000年頃にはストーンサークルのカラニッシュ巨石群も造られた。6世紀頃にはケルト系のピクト人が居住していたようであるが、790年代よりヴァイキング（ノース人）がスコットランド西岸地方を襲うようになり次第に定着、1098年から1266年まではノルウェー王国の領土であった。
地方自治体「西部諸島カウンシル」が管轄し、中心都市はストーノーウェイ。2011年現在の人口は27,684人。住民の約半数がスコットランド・ゲール語を話し、ゲール語の歌などのゲール文化が残る。列島北部はプロテスタント、南部はカトリックの信者が多い。主力産業は、クロフティング（小規模兼業小作営農）、漁業、織物業、観光業。
別名はウエスタン・アイルズ（西部諸島、英語: Western Isles、スコットランド・ゲール語: Na h-Eileanan Siar、Na h-Eileanan an Iar）など。

## 地理

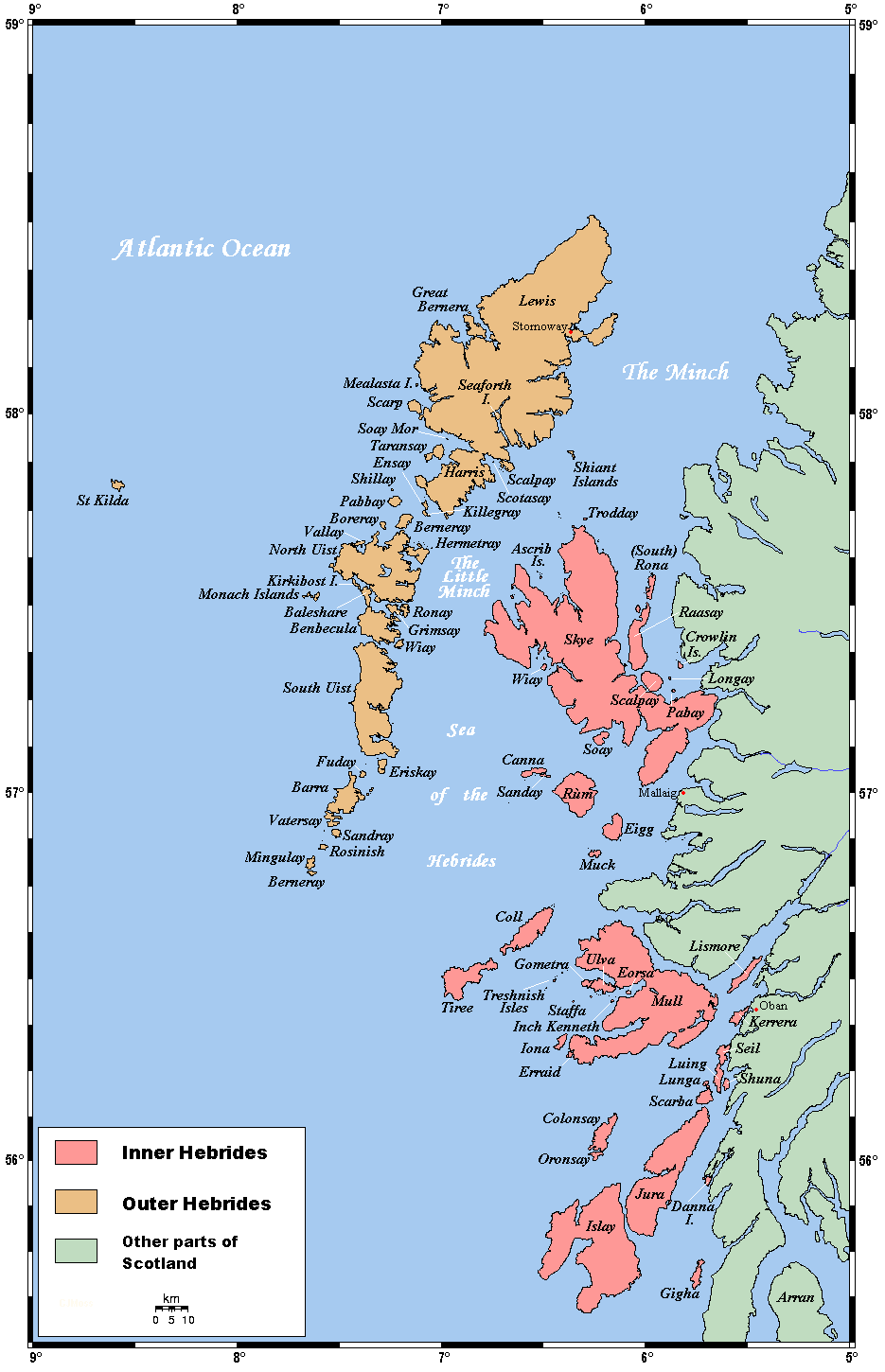
緑：スコットランド本島
赤：インナー・ヘブリディーズ諸島
橙：アウター・ヘブリディーズ諸島

スコットランド本島北西海岸およびインナー・ヘブリディーズ諸島から、ミンチ海峡、リトル・ミンチ海峡、ヘブリディーズ海を挟んだ沖合（スコットランド本島から約65km）の大西洋に位置し、南北約210kmの範囲に鎖状に連なるルイス・ハリス島（ルイス島及びハリス島）、ノース・ウイスト島、ベンベキュラ島、サウス・ウイスト島、バラ島を始めとした大小119の島々で構成されている。諸島全体の面積は3,059km2。ルイス・ハリス島は2,178.20km2の面積を持ち、スコットランドで最大、ブリテン諸島全体ではグレートブリテン島、アイルランド島に次ぐ3番目に大きい島である。
2011年の国勢調査によると、有人島が14有り、合計27,684人が居住する（本節末尾「有人島一覧」参照）。無人島に関しては、バラ諸島、フラナン諸島、モナック諸島（Monach Islands）、シャイアント諸島、ルイス島西部のロッホ・ローグ（ローグ湾）の島々を始めとして、面積0.4km2以上の島が50以上ある。また、大西洋上の離島であるセント・キルダ諸島、ローナ島、スーラ・スゲア島、ロッコール島も、アウター・ヘブリデーズ全体を管轄する地方自治体「西部諸島カウンシル（Comhairle nan Eilean Siar）」の管轄となっている。
アウター・ヘブリディーズの島々は、氷食により複雑な海岸線をしており、ルイス島ではロッホ・ローグ、ロッホ・シーホースといった細長く湾入した入江（ロッホ）が見られる。また、ルイス島のランガバット湖、サイナブホール湖（Loch Suaineabhal）、ノース・ウイスト島のSgadabhagh湖（英語版）、サウス・ウイスト島のビー湖（Loch Bee）を始めとした大小の湖沼（こちらもロッホと呼ばれる）が7,500以上あり、スコットランドの湖沼全体（31,460以上）の約24%を占める。ノース・ウイスト島では、散在する大小湖沼の総面積は、陸地面積に匹敵するほどの広さにもなる。
海岸沿いには各所に白砂の砂浜が点在する。西海岸一帯には、砕けた貝殻を多く含んだ砂が陸地に吹き上げられた砂地上の肥沃な低地草原「マッハ（Machair）」が広がり、牧草地や耕して畑にも使われている。特にウイスト諸島の西海岸で顕著で、その中でも砂浜や砂丘、マッハ（Machair）の草原・麦畑・休耕畑、湿地や湖沼が入り混じるサウス・ウイスト島西海岸は典型例とされる。
ルイス島、ノース・ウイスト島東部、ベンベキュラ島東部を始め、内陸部の多く（一部は海岸付近まで）では「ムーア（酸性土壌の湿原）」が見られ、泥炭が堆積する泥炭地となっている。ムーアは羊や牛の放牧に使われるほか、島民の生活用燃料として泥炭の切り出しも行われている。
ルイス島南部、ハリス島、サウス・ウイスト島東部は、岩肌がむき出しがちの山岳地帯となっており、ルイス島のミーリスバル山（Mealaisbhal。574m）、ハリス島のクリシャム山（799m、アウター・ヘブリディーズの最高峰）、サウス・ウイスト島のベン・モール山（620m）といった山がある。
バラ島は、周辺部に砂浜及びマッハ（Machair）が広がり、内陸部は岩がちの起伏の激しい地形となっている。
スコットランドにおいて卓越した景観をもつ地域で不適切な開発からの保護を目的とする「国立景勝地域」に、アウター・ヘブリディーズからは「ルイス島南部、ハリス島、ノース・ウイスト島地区」、「サウス・ウイスト島のマッハ（Machair）」、「セント・キルダ諸島」が指定されている。
| 島名                 | 面積 km2 | 人口 2011年 | 備考 |
| -------------------- | -------- | ----------- | --- |
| ルイス・ハリス島     | 2,178.20 | 021,031     | 北側のルイス島部分と南側のハリス島部分が地峡で繋がる一つの島。ルイス島ストーノーウェイはアウター・ヘブリディーズの中心都市。ハリス島の中心の街はターバート。 |
| グレート・バーネラ島 | 00 22.40 | 000 252     | ルイス島西部ロッホ・ローグ（ローグ湾）内の最大の島で、ルイス島とは橋で繋がる。                                                                               |
| スカルペイ島         | 000 7.02 | 000 291     | ハリス島東岸にあり、ハリス島と橋で繋がる。1788年、アウター・ヘブリディーズで最初の灯台「アイリーングラス灯台」が建てられた。                                 |
| バーナレイ島（北）   | 00 10.56 | 000 138     | ハリス島、ノース・ウイスト島間のハリス海峡にあり、ノース・ウイスト島と土手道で繋がる。                                                                       |
| ノース・ウイスト島   | 0 354.79 | 001,254     | 中心の街はロッホマディ。 |
| バルシェア島         | 000 9.10 | 0000 58     | ノース・ウイスト島西方のタイダル・アイランド（干潮時には陸続きとなる島）で、土手道で繋がっている。                                                           |
| グリムセイ島（北）   | 000 8.33 | 000 169     | ノース・ウイスト島とベンベキュラ島の間にあるタイダル・アイランド（干潮時には陸続きとなる島）で、両島と土手道で繋がる。                                       |
| フロデイ島           | 000 1.45 | 00000 7     | ベンベキュラ島北東岸にあり、同島と土手道で繋がる。 |
| ベンベキュラ島       | 00 84.98 | 001,303     | 中心の街はバリバニック（Balivanich）。 |
| グリムセイ島（南）   | 000 1.17 | 0000 20     | ベンベキュラ島南東にあり、同島と土手道で繋がる。 |
| サウス・ウイスト島   | 0 320.94 | 001,754     | ベンベキュラ島とは橋で繋がる。中心の街はロクボイスデール。                                                                                                   |
| エリスケイ島         | 000 7.54 | 000 143     | サウス・ウイスト島とバラ島の間にあり、サウス・ウイスト島と土手道で繋がる。                                                                                   |
| バラ島               | 00 61.73 | 001,174     | 中心の街はキャッスルベイ。 |
| ヴァタルサイ島       | 000 9.53 | 0000 90     | バラ島南西にあり、同島と土手道で繋がる。 |
| 合計                 |          | 027,684     | |

- 諸島全体の衛星写真
- ルイス島のランガバット湖（英語版）
- ハリス島（英語版）のラスケンタイア・ビーチ
- ルイス島のマッハ（Machair）
- ルイス島のムーア
- ハリス島のクリシャム山（英語版）

## 名称
アウター・ヘブリディーズ（英語: Outer Hebrides。スコットランド・ゲール語: Innse Gall [ˈĩːʃə ˈkaulˠ̪] ( 音声ファイル)）、または、ウエスタン・アイルズ（西部諸島。英語:Western Isles。スコットランド・ゲール語: Na h-Eileanan Siar [nə ˈhelanən ˈʃiəɾ] ( 音声ファイル)、Na h-Eileanan an Iar [nə ˈhelanən ə ˈɲiəɾ] ( 音声ファイル)）が呼称、表記に使用されるほか、ロング・アイランド（英語: Long Island。スコットランド・ゲール語: An T-Eilean Fada [əɲ tʰʲelan fat̪ə] ( 音声ファイル)）、アウター・アイルズ（英語: Outer Isles。スコットランド・ゲール語: Na h-Eileanan a-Muigh）が使われる場合もある。
ヘブリディーズ諸島についての現存する最古の文献資料はガイウス・プリニウス・セクンドゥス（大プリニウス）著『博物誌』（西暦77年）で、「Hebudes」として30島、これとは別に「Dumna」があると記されており、(Watson 1926)によれば「Dumnaはまず間違いなくアウター・ヘブリディーズのこと」とされる。また、約80年後の西暦140-150年頃にクラウディオス・プトレマイオス（トレミー）は、グナエウス・ユリウス・アグリコラ率いるローマ海軍の初期のカレドニア遠征に関して記述する際に、「Ebudes」（5島のみの言及でおそらくインナー・ヘブリディーズを指している）と「Dumna」（アウター・ヘブリディーズとされる）を明確に区別している。
「Dumna」（ラテン語）なる語は、初期ケルト語の「dumnos」と同根語で「遠洋の島」を意味する。なお、(Breeze 2002)は、「Dumna」との語がアウター・ヘブリディーズ最大の島であるルイス・ハリス島を指し示している可能性を述べる一方で、アウター・ヘブリディーズ全体の別称「ロング・アイランド」を意味している可能性も述べている。
トレミーが用いた「Ebudes」については、(Watson 1926)によれば、意味はよくわかっておらず、「たぶんケルト人流入以前の言葉を語源とするのであろう」としている。(Murray 1966)では、「Ebudes」はノルド祖語の「Havbredey」（海の果てある島々）を語源としている、としながらも、この説は確たる根拠を持っていない、ともしている。また「Ebudes」は「epos」（馬）を語源とするピクト人の部族名「Epidii」に由来するとの説もある。

## 諸島の成り立ち

### 地殻の形成

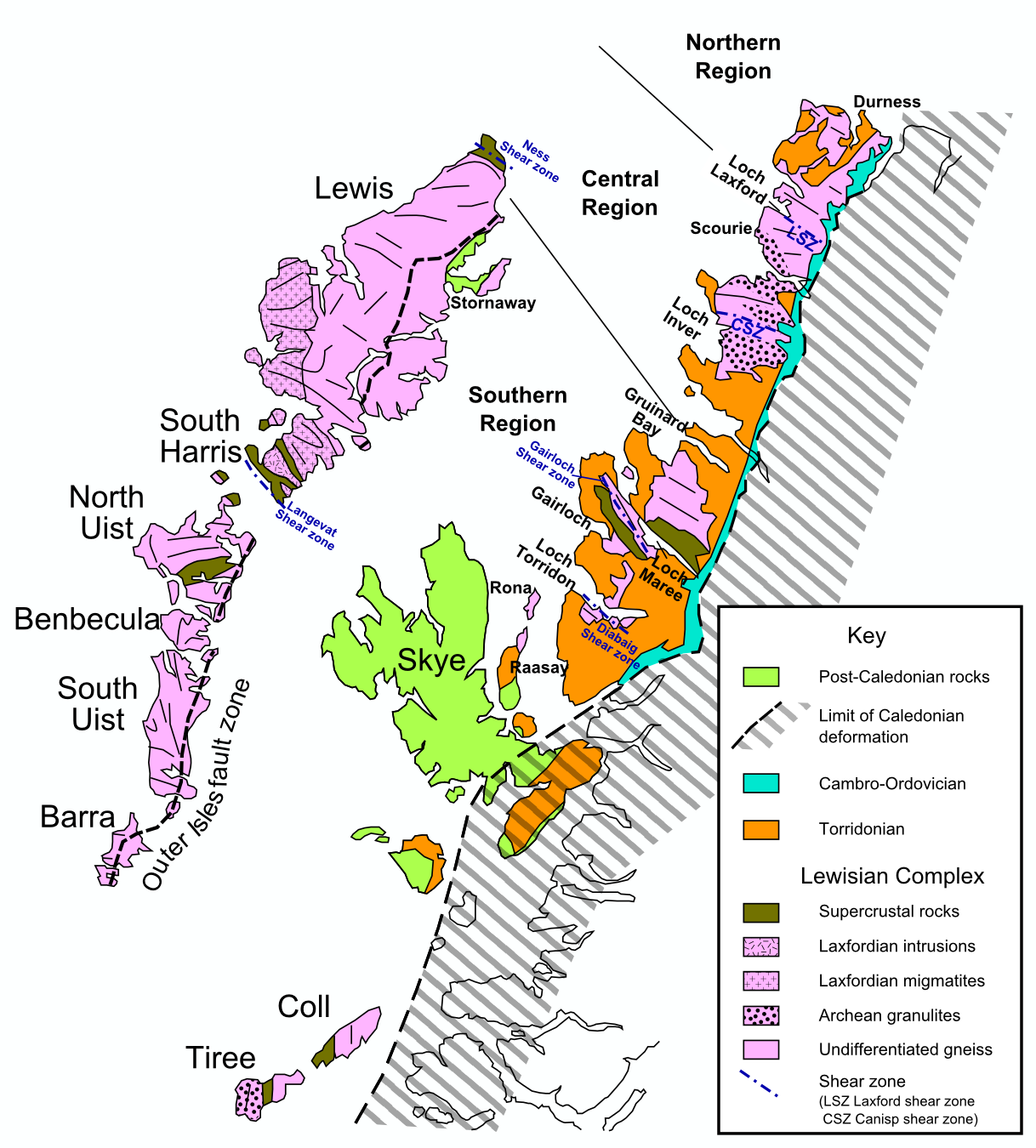
ヘブリディアン・テレーンの地質図

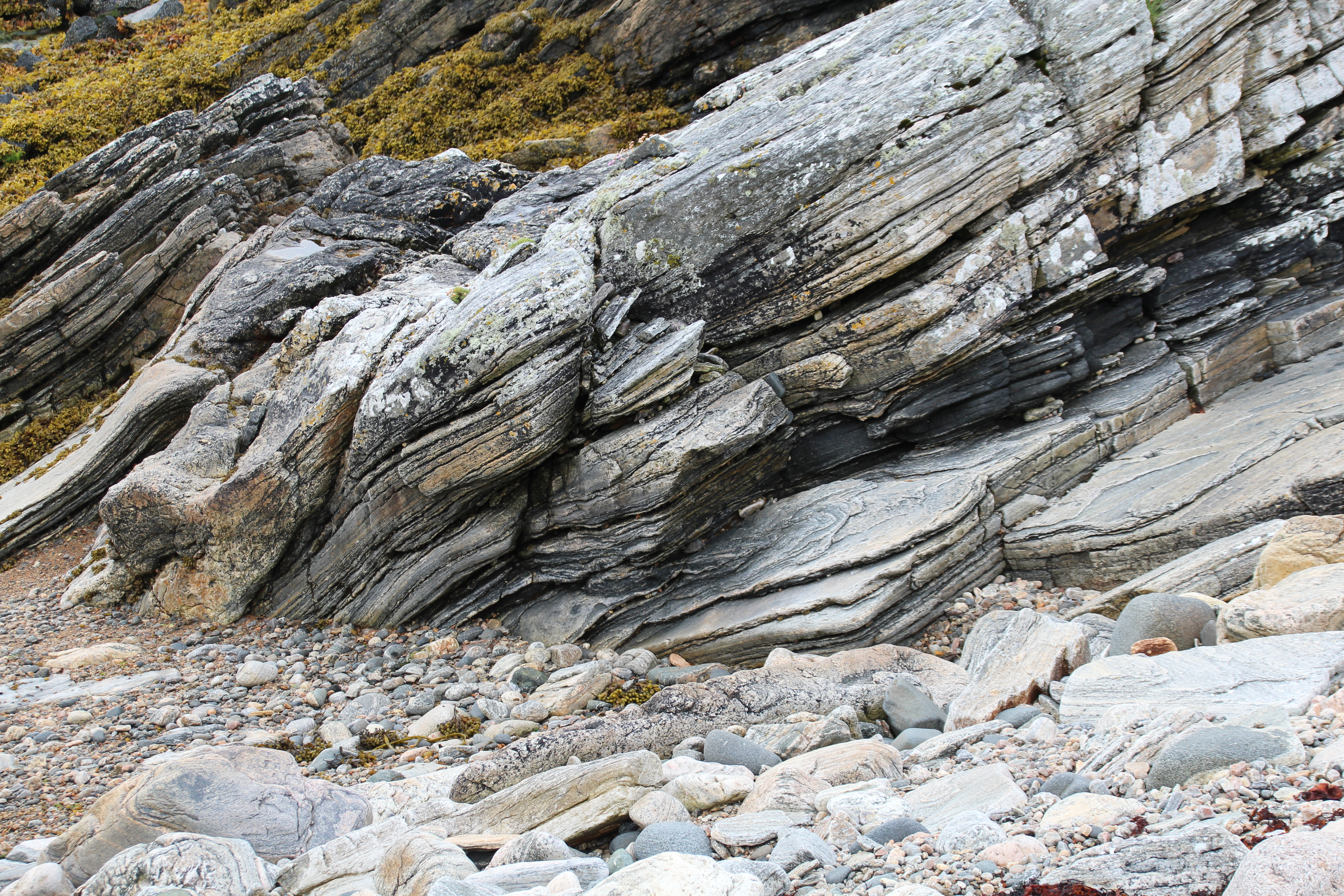
グレート・バーネラ島西岸に露頭するルーイシアン片麻岩（ルーイシアン複合岩体）

アウターヘブリデーズの島々は、そのほぼ全体がルーイシアン片麻岩（ルーイシアン複合岩体）から成る。ルーイシアン片麻岩は、約30億年前に結晶化した火成岩（花崗岩が主成分で斑糲岩も含まれる）および少量の堆積岩（石灰岩や泥岩など）が地殻の深部の高温環境下で変成したもので、石英や長石を主成分とする淡い灰色もしくはピンクがかった層、角閃石を主成分とする濃緑もしくは黒色をした層が厚さ数cm間隔で縞模様をなしており、あわせて、堆積岩由来の結晶片岩（黒雲母や柘榴石を含む）や大理石も一部で生じた。
約20億年前には、このルーイシアン片麻岩にマグマが貫入し、斑糲岩様の組成をもった岩脈（スクーリー岩脈）が形成された。ハリス島南部やサウス・ウイスト島東部の山岳地帯の斑糲岩や、 同島のロイニーブホール山やリンガラベイ周辺に露頭する斜長岩は、この時期より若干時代を下ったものとされる。約17億年前には、これらの岩石が再び埋没し、地下深くで加熱、変成されることとなった（ラックスフォード造山運動）。この時期には、さらに多くのマグマが貫入し、ルイス島西部やハリス島南部でピンク色で堅個な花崗岩の岩脈や岩床を形成。ルイス島ウィグの海食崖は、この堅い花崗岩が侵食されずに残ったものである。またこの頃より、アウター・ヘブリディーズの島々に沿って断層が形成され（アウター・ヘブリディーズ断層）、断続的に活動している。この断層深部の摩擦により発生した溶融液が、岩石の割れ目に浸透し固化、岩石間を溶結する形となった。なお、バラ島からノース・ウイスト島東海岸までの丘陵地帯はこの断層上に位置している。
約5億年前から約4億年前のカレドニア造山運動の後の地殻変動で、ルーイシアン片麻岩は地殻深くから地表へと押し上げられた。約3億年前から約2億年前にかけて、広範囲に盆地となっていた現在のミンチ海峡周辺には、周囲の高地から鉄分の多い砂や礫が流入、堆積し、赤褐色の堆積岩を形成した（ストーノーウェイ周辺で見られる）。約6000万年前には、スコットランドの地殻が薄く引き伸ばされる大規模な地殻変動が発生し、マグマが上昇。アウター・ヘブリディーズ主列島では堅固なルーイシアン片麻岩に阻まれ一部が岩脈を形成したにとどまるが、シャイアント諸島は、この当時のマグネシウムに富む火成岩（玄武岩）の岩床でほぼ形成されている。また、このマグマの上昇が約5000万年前までに終了すると地下のマグマ溜りが次第に冷え花崗岩や斑糲岩を形成、セント・キルダ諸島はこの花崗岩や斑糲岩より、ロッコール島は花崗岩より形成されている。

### 氷期の影響
約700万年前頃よりグリーンランド氷床の形成が始まり、北ヨーロッパでは寒冷化が始まったとされ、また、中緯度の大陸でも約260万年前には大規模氷床の形成が始まったとされるが、アウター・ヘブリディーズ周辺にはこの頃の氷河の痕跡は残っていない。一方で、海底の氷河堆積物の調査より、約44万年前にはスコットランドは大規模氷床に覆われており、約10万年間隔で氷期と間氷期を繰り返したとされる。アウター・ヘブリディーズにおいては、少なくとも3回は氷に覆われていた時期があり（最終のものは約2万2000年前頃が最盛期）、ルイス島南部およびハリス島の山岳地帯の氷帽から四方に氷河が流れていたとされる。ハリス島クリシャム山周辺では海抜650m、サウス・ウイスト島では海抜470mを境に、その上部は凍結破砕作用により角ばった岩石の山頂部分、その下部は氷食による滑らかな斜面となっており、ここがトリムライン（氷床または氷河の最高地点）であった様である。氷河は、風化して脆くなった岩石を削り取り、深くて幅広いU字谷が形成され、陸地深く細長く湾入した入江（所謂フィヨルド。スコットランドではロッホと呼ばれる）の元となった。また岩肌が氷で削られた内陸部では、窪地が湖沼や泥炭地となった「cnok and lochan（丘と湖沼）」地形が形成され、ハリス島南部、ウイスト諸島東部で見られる。ルイス島北部には、粘土質の氷礫土（氷食による堆積物）が厚く堆積し、水はけの悪い泥炭地となっている。

### 後氷期の変化
約1万1500年前頃からは、大陸の氷床融解が進み、海水面が急速に上昇するようになった。島々の西側では、沖合まで広がっていた陸地が海中に没し、そこに堆積していた氷河堆積物は、生物由来の残存物（貝殻の破片など）とともに、今日見られる白砂の砂浜の元となった。一方、氷河に削られた複雑な地形の東岸地域などは、海面の上昇に伴い低地部分が水没し、複雑に湾入した入江（ロッホ）や多島海が形成された。また、メキシコ湾流（暖流）の流入も相まって、それまでの降水量の少ない極地性の気候は、比較的温暖で湿潤な気候へと移行した。植物は、岩がちの薄い土壌への草本植物の進出で始まり、ヘザー（エリカ属やギョリュウモドキ属といったツツジ科の低木類）、ジェニパー（ビャクシン属の針葉樹類）が定着し、次第にカバノキ類（落葉広葉樹）の林も見られるようになった。約8000年前頃になると、カバノキ類の林は、ハシバミ類（落葉広葉樹）、オーク（ブナ科コナラ類）との混交林へと推移し、この頃がアウター・ヘブリディーズでの森林の最盛期であったとされる。その後は、開墾のための森林伐採に加え、約6000年前頃には気候の冷涼化も始まり、森林は次第に減少、代わりに泥炭地が拡大し、約3000年前頃には島々から樹々はほぼ消滅した様である。西海岸に多く見られる、貝殻の破片などを多く含み石灰質に富んだ白砂は、海からの強風で海岸沿いに砂丘を形成、またさらに内陸部に運ばれ、水はけの良い石灰質に富んだ草原の適地「マッハ（Machair）」を形成した。マッハは数千年にわたり牧草地や耕作地として適度に利用されており、この適度な人間の介入が自然豊かで多様性に富むマッハの維持、発展に不可欠であったとされている。

## 気候

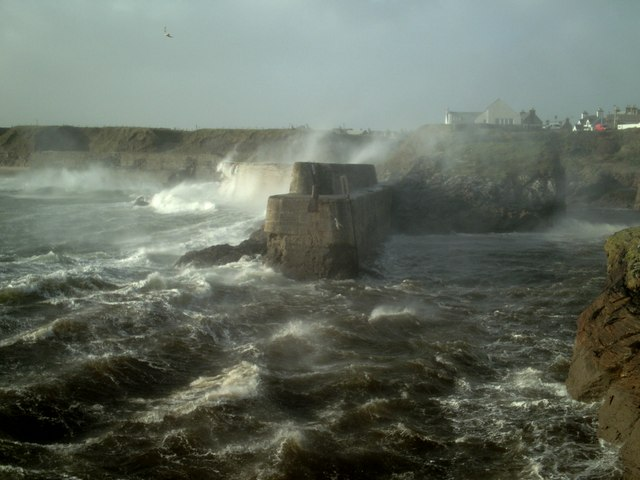
風速83mph（37m/s）を記録した2008年10月25日のルイス島ポート・オブ・ネス

高緯度の割には温暖で、冷温帯気候に属する。平均最高気温は冬で7℃程度、夏で16℃程度と、季節間の寒暖差が小さい海洋性気候（特に顕著な「超海洋性（hyperoceanic）」）の特徴を示す。この温暖で安定した気候は、主にメキシコ湾流（暖流）の流入によりもたらされている。高緯度の為、夏冬で昼夜の時間差が大きく、真夏には2時間程度しか暗くならない。アウター・ヘブリディーズは北大西洋ストームトラック（低気圧の通り道）に沿う位置にあり、毎年、冬を中心に多くの嵐が訪れる。降水量は年間で平均1,100-1,200mm程度で、冬に多く夏は少ない。1年を通じ、南ないし南西方向より風が吹き、平均風速は6-8m/s程度、とりわけ冬の間は強風が吹く。ルイス島のバット・オブ・ルイス岬では1990年1月に161mph（72m/s）の突風を記録、諸島最南端のバーナレイ島（南）のバラ岬では嵐になると190mにもなる崖上の草地に小魚が吹き上げられると伝わる。作家W・H・マーリによると「島の人に天気がどうなりそうか尋ねても、スコットランド本島の人の様に、雨は降らない、雨になるだろう、晴れるだろう、とは答えず、ビューフォート風力階級の数字（風の強さ）で答える」とされる。波の高さは、嵐の際には12mにも及ぶが、2013年2月の嵐では最大23m以上に達する波を記録した。
|                  | 1月    | 2月    | 3月    | 4月    | 5月    | 6月    | 7月    | 8月    | 9月    | 10月   | 11月   | 12月   | 年間    |
| ---------------- | ------ | ------ | ------ | ------ | ------ | ------ | ------ | ------ | ------ | ------ | ------ | ------ | ------- |
| 最高気温（℃）    | 07.5   | 07.5   | 08.5   | 10.4   | 12.6   | 14.5   | 16.3   | 16.4   | 14.7   | 12.0   | 09.5   | 07.8   | 11.5    |
| 最低気温（℃）    | 02.7   | 02.4   | 03.2   | 04.6   | 06.4   | 09.1   | 10.8   | 11.0   | 09.5   | 07.0   | 04.5   | 02.8   | 06.2    |
| 氷点下日数（日） | 04.7   | 04.8   | 03.9   | 01.4   | 00.4   | 00.0   | 00.0   | 00.0   | 00.0   | 00.2   | 01.4   | 05.5   | 22.2    |
| 日照時間（時）   | 0032.8 | 0061.5 | 0107.7 | 0155.9 | 0205.1 | 0162.3 | 0138.4 | 0133.0 | 0109.8 | 0078.3 | 0045.0 | 0026.7 | 1,256.3 |
| 降水量（mm）     | 0145.2 | 0111.9 | 0105.3 | 0074.4 | 0069.0 | 0064.6 | 0074.5 | 0087.6 | 0103.6 | 0132.6 | 0127.6 | 0139.3 | 1,235.5 |
| 降水日数（日）   | 020.6  | 018.3  | 017.9  | 015.5  | 014.0  | 013.1  | 014.0  | 015.0  | 016.2  | 020.3  | 020.8  | 020.7  | 206.4   |
| 平均風速（m/s）  | 07.4   | 07.3   | 06.8   | 05.9   | 05.5   | 05.4   | 05.0   | 05.0   | 05.6   | 06.3   | 06.5   | 06.7   | 06.1    |

## 動植物

### 動物

#### 鳥類

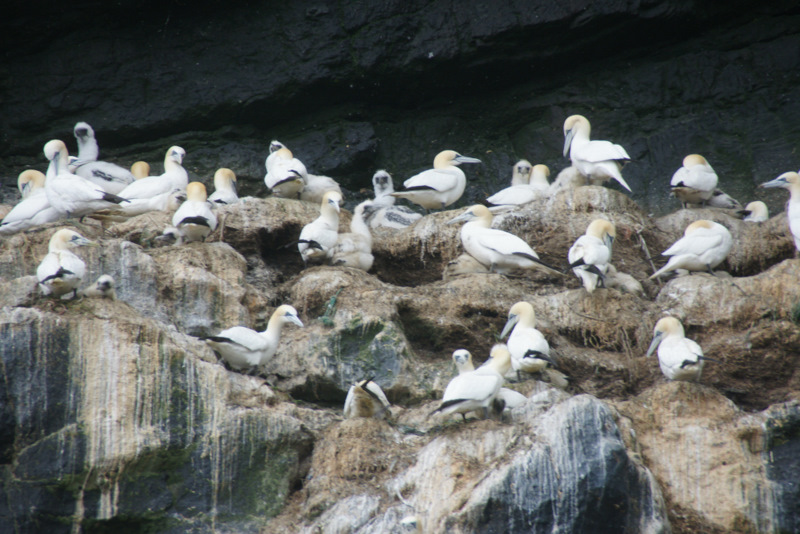
セント・キルダ諸島ボーレー島のシロカツオドリ

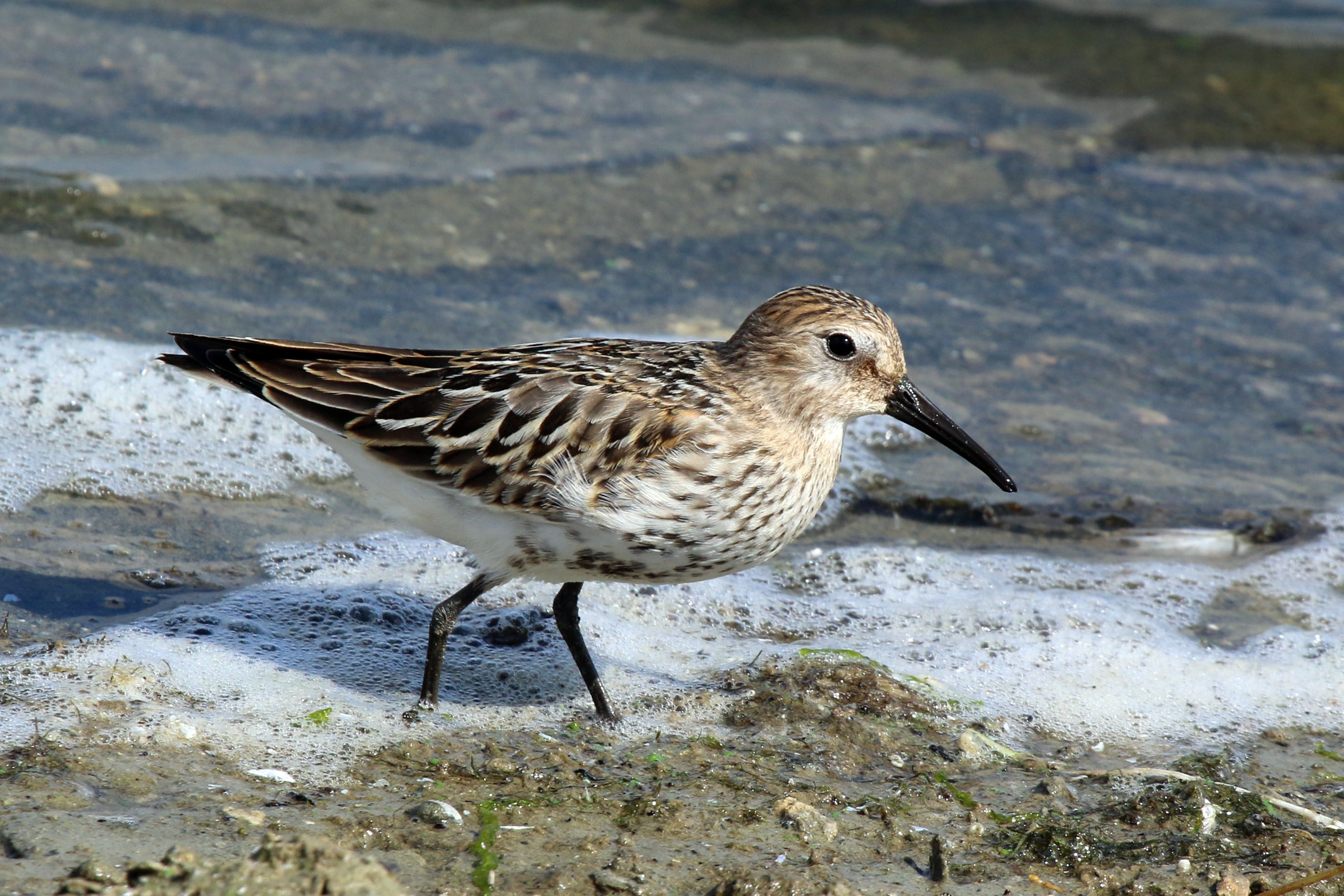
ハマシギ

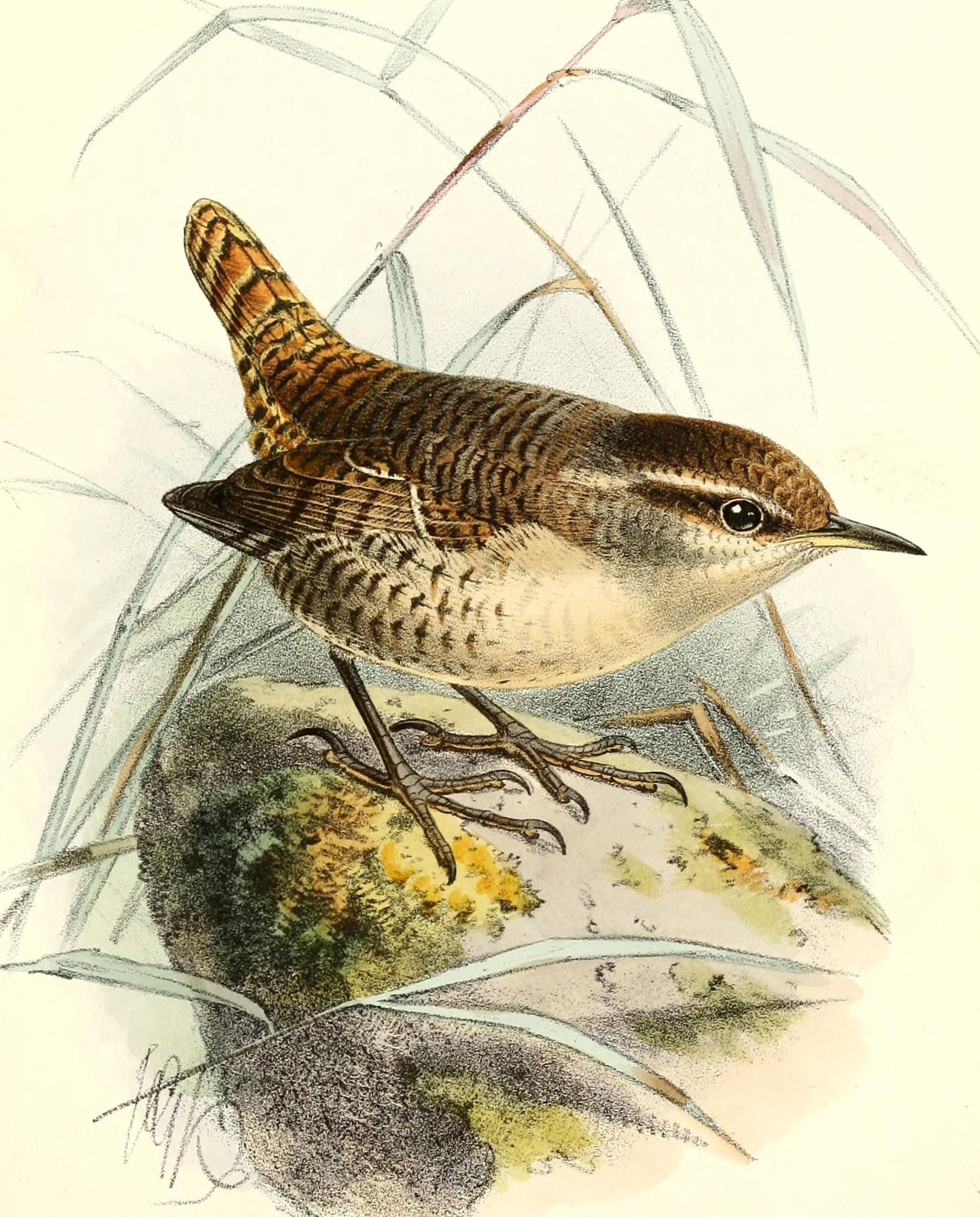
セントキルダミソサザイ

2020年12月までにイギリスで確認された鳥類618種のうち、アウター・ヘブリディーズで確認されている種は409種に及ぶ。うち100種を超える種が島々で繁殖している。
海鳥に関しては、捕食者のいない沖合の無人島を中心に大規模な集団営巣地があり、ヨーロッパ有数の繁殖地とされる。西方沖合のセント・キルダ諸島では、シロカツオドリは世界最大規模の6万ペア以上、フルマカモメは6万4000ペア以上、コシジロウミツバメはイギリスにおける生息数全体の94%に当たる4万5000ペアが営巣、繁殖している。沖合のローナ島、スーラ・スゲア島、シャイアント諸島、フラナン諸島、モナック諸島（Monach Islands）、主列島南方バラ諸島のバーナレイ島（南）およびミングレイ島などでも海鳥が営巣、繁殖しており、ニシツノメドリ、ウミガラス、オオハシウミガラスの大規模な集団営巣が見られる。
シギ・チドリ類に関しては、ウイスト諸島のマッハ（Machair）やルイス島の泥炭地を中心に、イギリスでは希少なアカエリヒレアシシギおよびチュウシャクシギ、イギリス全体の繁殖数の25%を占めるハマシギおよびハジロコチドリ、同10%のアカアシシギなど、12種が営巣、繁殖しており、イギリスにおける重要な繁殖地となっている
猛禽類に関しては、昼行性のワシタカ類・ハヤブサ類8種、夜行性のフクロウ類2種が営巣、繁殖しており、生息数はイギリス有数とされる。コチョウゲンボウはルイス島を中心に、イヌワシはハリス島北部を中心に、それぞれ90ペア程度が営巣し、ともに西欧有数の繁殖地とされる。スコットランドでは1920年代に絶滅したオジロワシは、1975年より再移入が図られ、1983年にはルイス島で繁殖確認、以後徐々に生息数を増やし、2014年には25ペアが営巣、繁殖するまでに至った。そのほか、ワシタカ類・ハヤブサ類ではハイイロチュウヒ40ペア程度、ハヤブサ20ペア程度、チョウゲンボウ50ペア程度、ハイタカ35ペア程度、ヨーロッパノスリ190ペア程度が、フクロウ類ではコミミズク、トラフズクが営巣、繁殖している。
ほか、留鳥、島々を繁殖地や越冬地、中継地とする渡り鳥を含め、多数の種がみられる。
固有種としては、泥炭地・ムーア・高地地域に生息するTroglodytes troglodytes hebridensis（ミソサザイ亜種）、Prunella modularis hebridium（ヨーロッパカヤクグリ亜種）、Turdus philomelos hebridensis（ウタツグミ亜種）、セント・キルダ諸島に見られるセントキルダミソサザイ（ミソサザイ亜種）がある。
なお、IUCNレッドリスト（Ver3.1）にて、NT 近危急種以上に指定されているものは以下の様な種がある。
- VU 危急種
  - コシジロウミツバメ[110]、ニシツノメドリ[111]、ミツユビカモメ[112]、コオリガモ[113]、ミミカイツブリ[114]。
- NT 近危急種
  - タゲリ[115]、ミヤコドリ[116]、ダイシャクシギ[117]、オオソリハシシギ[118]、オグロシギ[119]、サルハマシギ[120]、ハシジロアビ[121]、ハイイロミズナギドリ[122]、ホンケワタガモ[123]。

#### 哺乳類

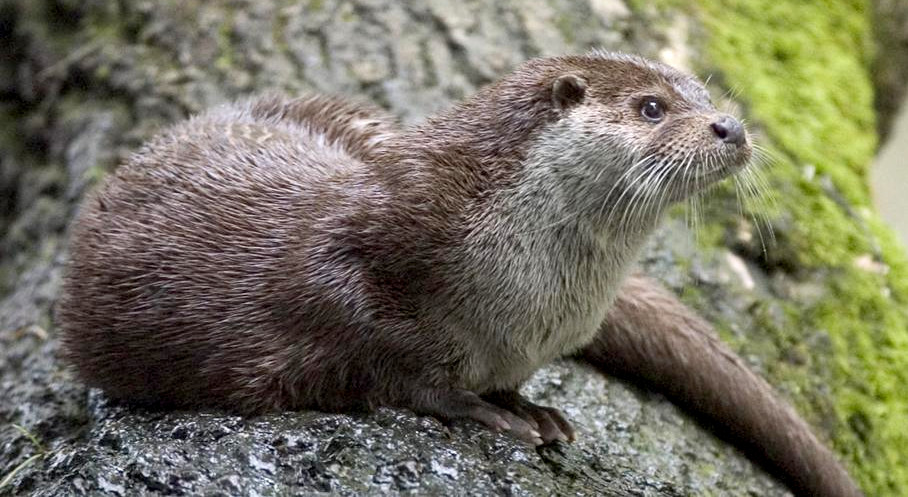
ユーラシアカワウソ

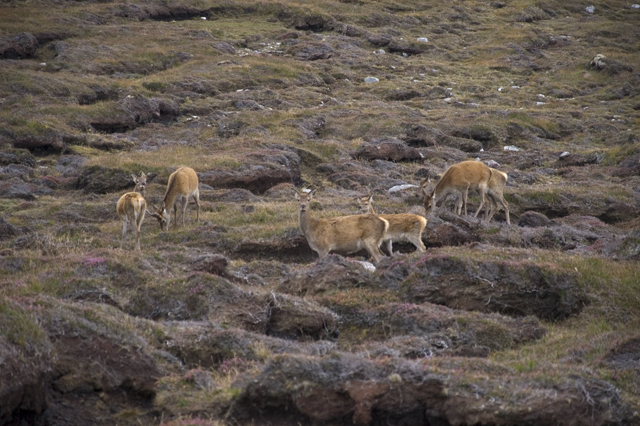
ルイス島のアカシカ

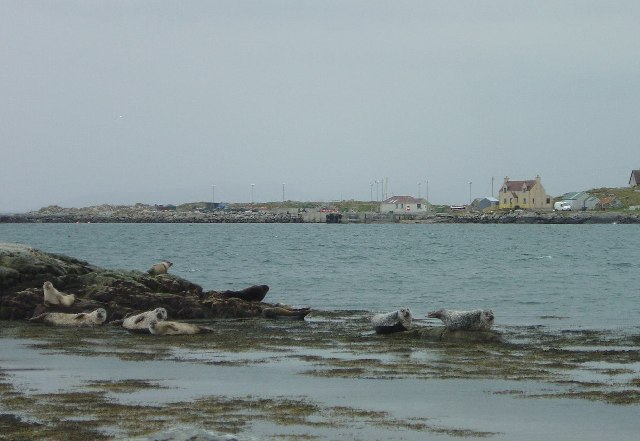
バーナレイ島（北）のハイイロアザラシ

ユーラシアカワウソ、アカシカ、ナミハリネズミ、ヨーロッパヒメトガリネズミ、アナウサギ、ユキウサギ、キタハタネズミ、モリアカネズミなどの陸生種が生息するほか、ハイイロアザラシ、ゼニガタアザラシが海浜部分や沖合の島々で繁殖し、また周辺海域ではネズミイルカ、ミンククジラ、マイルカ、ハナゴンドウを始めとしたクジラやイルカの仲間が見られる。陸生種のうち、在来種はユーラシアカワウソとアカシカのみで、他は外来種（意図的な導入種もしくは人間の活動に伴う移入種）とされる。
ユーラシアカワウソはイギリスでは推定で約1万頭が生息し、アウター・ヘブリディーズは主要な生息地の一つとなっている。アウター・ヘブリディーズのユーラシアカワウソは、餌となる甲殻類などを獲るため、ほとんどの時間を海水域で過ごし、時折、毛皮の揮発性の維持に必要な脱塩をするために淡水域に現れるといった生活を送っている。IUCNレッドリストでは、NT 近危急種（IUCN Ver3.1）に指定されている。
アカシカは、ルイス・ハリス島の丘陵地帯を中心に推定4千頭が生息、ウイスト諸島にも少数が生息する。石器時代の遺跡からアカシカの骨が出土することから、少なくとも4500年前にはアウター・ヘブリディーズに生息していた様である。出土した骨の分析によると、スコットランド本島やその近隣のインナー・ヘブリディーズ出土の骨とは遺伝子型（ハプロタイプ）が異なることから、より遠くの他所からアウター・ヘブリディーズに移入された可能性があるとされる。
イギリスで約124千頭（世界全体の約40%）が生息するハイイロアザラシは、秋になると沿岸各地に繁殖コロニーを形成する。周辺海域の離島であるモナック諸島（Monach Islands）はイギリスで最大の繁殖コロニー（イギリスでの年間出産数の20%以上）、ローナ島は同3番目の大きさの繁殖コロニー（同約5%）があり、ともに保全特別地域 (SAC) に指定されている。
1974年にナメクジ駆除のためにサウス・ウイスト島に7匹が導入されたナミハリネズミは、その後の繁殖により数千匹までに増え、地上営巣する鳥の卵への食害が深刻となったことから、2001年から駆除が行われている。

#### 爬虫類・両生類・魚類

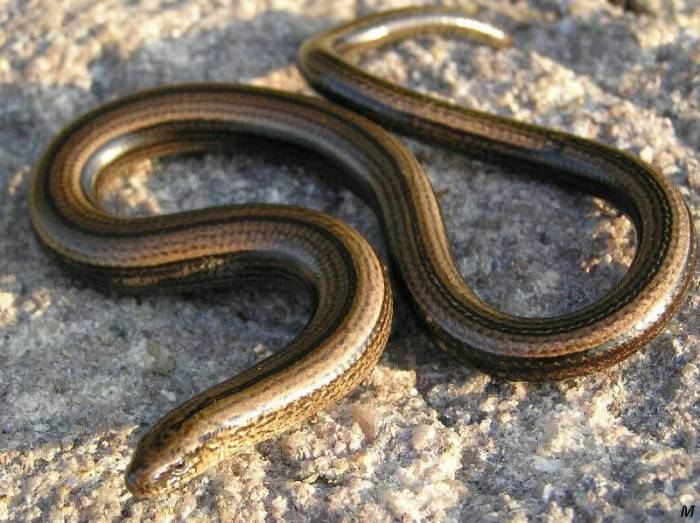
ヒメアシナシトカゲ

爬虫類については、陸生種はヒメアシナシトカゲのみ、周辺海域ではオサガメが確認されている。
両生類はヨーロッパアカガエル、ヨーロッパヒキガエル、ヒラユビイモリが生息しており、いずれも外来種と考えられている。
魚類に関しては、周辺海域を含めて硬骨魚90種、軟骨魚（サメ・エイの仲間）5種が確認されている。淡水域では広塩性の種のみが見られ、タイセイヨウサケ、ブラウントラウト（河川型および降海型）、ホッキョクイワナ、ニジマス、ヨーロッパウナギ、イトヨ、Pungitius pungitius（トミヨの仲間）、Chelon labrosus（ボラの仲間）、ヨーロッパヌマガレイといったものが確認されている。

#### 昆虫

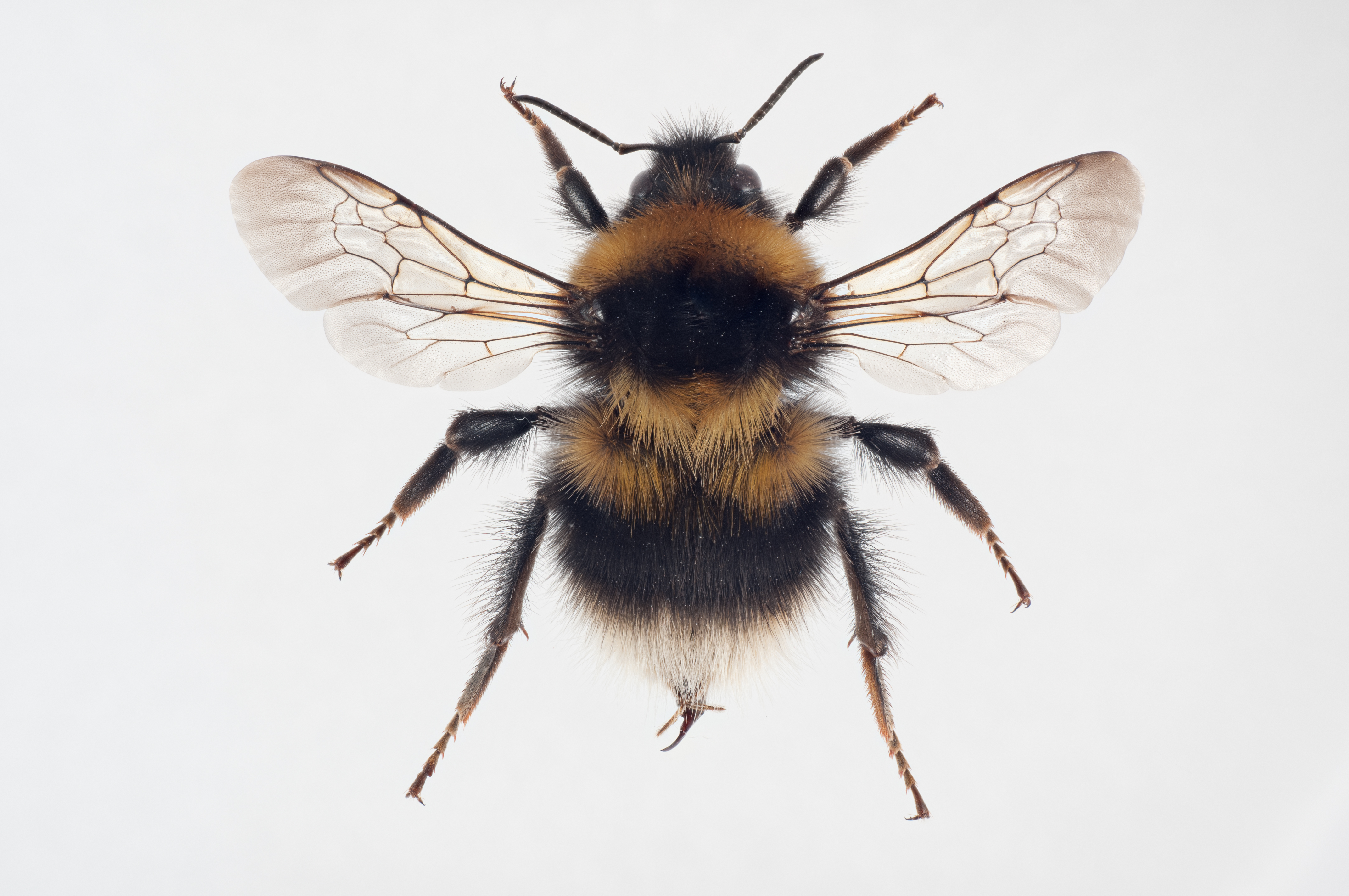
（マルハナバチの仲間）

アウター・ヘブリディーズで確認されている昆虫は、ハエ・アブの仲間850種、チョウ・ガの仲間554種、甲虫類455種、ハチ・アリの仲間104種、トビケラの仲間76種、カメムシ・セミの仲間74種など約2,100種で、これはイギリスにおける昆虫約24,000種の約9%に相当する。
固有の亜種としてはBombus jonellus var. hebridensis （マルハナバチの仲間）があり、またチョウの ギンボシヒョウモン、エゾスジグロシロチョウは地域変異が見られる。
また、生息種のうち、Coenonympha tullia（ヒメヒカゲの仲間）、Bombus muscorumおよびBombus distinguendus（マルハナバチの仲間）が、IUCN レッドリスト（Ver3.1）にてVU 危急種に指定されている。

### 植物

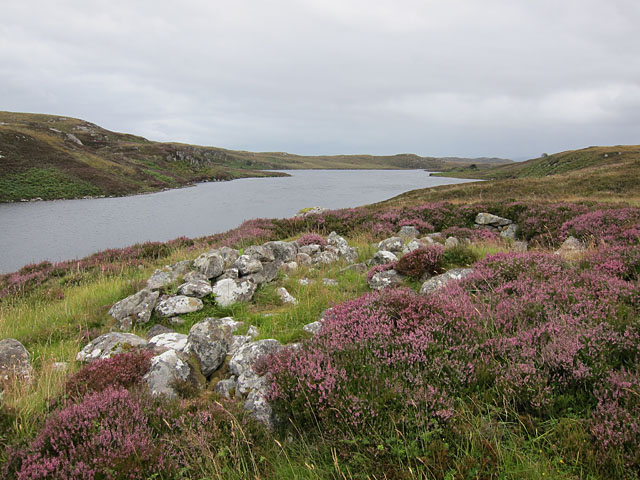
ルイス島に咲くヘザー

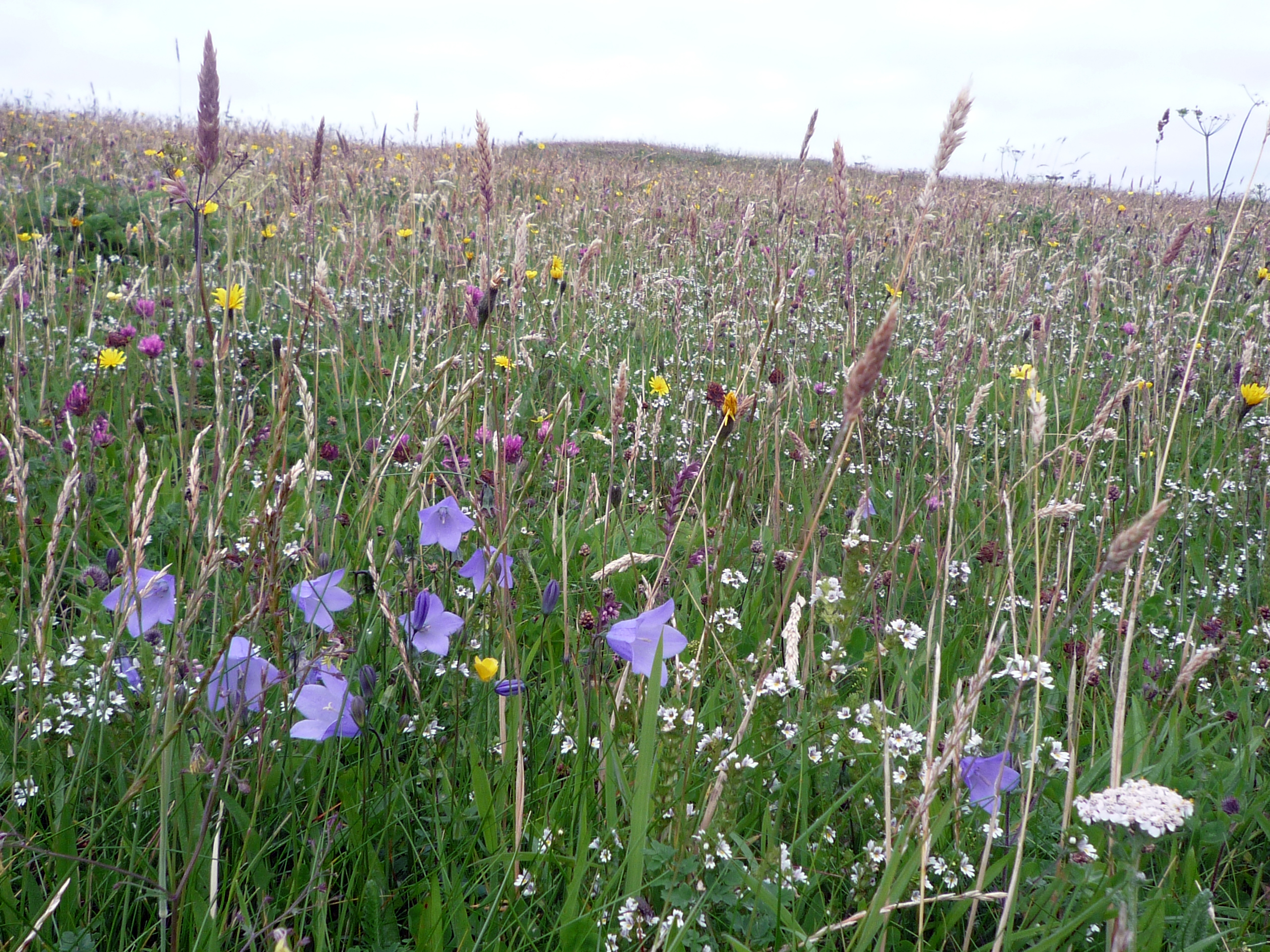
バーナレイ島（北）のマッハ（Machair）に咲く花々

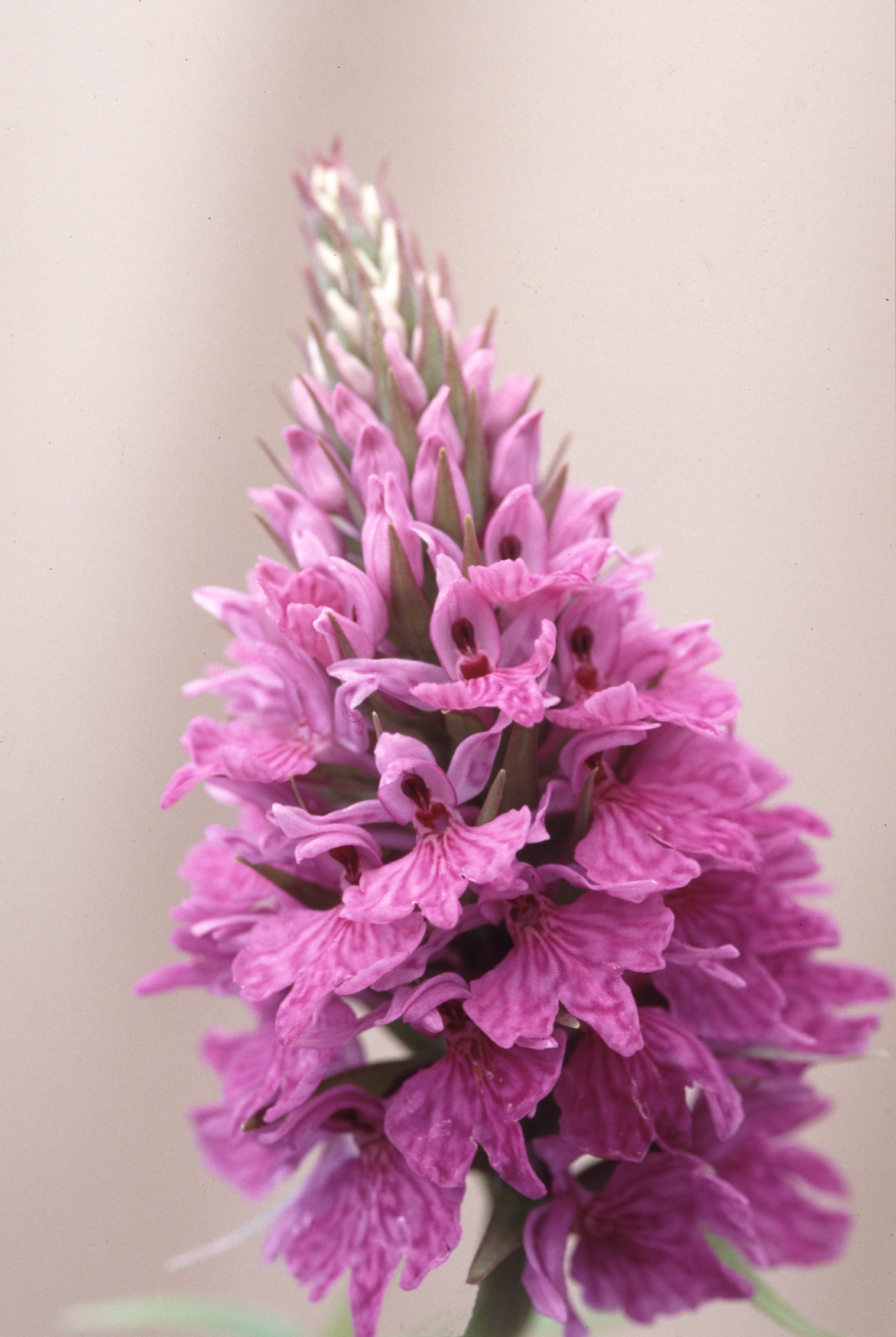
spp. hebridensis（ラン科ハクサンチドリの仲間の亜種）

アウター・ヘブリディーズの植生は、強い海風、高い降水頻度、高緯度だが比較的温暖な気候、水捌けの悪い地盤（ルーイシアン片麻岩）などが影響しており、大別すると、内陸部の酸性土壌の泥炭地や荒れ地（ムーア）、石灰成分（アルカリ）に富む砂が陸地に吹き上げられ形成された比較的肥沃な草地（マッハ）で異なる相を示す。ムーアでは、ギョリュウモドキ、エリカ・キネレア、エリカ・テトラリクスといったツツジ科ギョリュウモドキ属や同科エリカ属の低木（ヘザーと呼ばれる）が優占種となっており、またモウセンゴケの仲間といった食虫植物も多数見られる。マッハ(Machair）ではランの仲間を始めとした多種多様の草花が見られ、場所によっては1平方メートルの範囲に40種の植物がみられる場合もあるとされる。天然林は淡水湖上の島や、断崖の岩棚・窪地に見られるのみで、一方、人工林としては、ルイス島ルース城の敷地林のほか、コントルタマツ、シトカトウヒ、ヨーロッパカラマツなどの植林地も一部に見られる。
アウター・ヘブリディーズ全体での生育種数は、(Sutton 2022)によると、被子植物950種、蘚類（マゴケ植物門）348種、苔類（ゼニゴケ植物門）169種、シダ植物45種、球果植物（針葉樹）23種、ヒカゲノカズラ綱9種、ツノゴケ類（ツノゴケ植物門）2種とされる。
固有種としては、Dactylorhiza fuchsii spp. hebridensis（ラン科ハクサンチドリの仲間の亜種）、2012年に新種と同定されたセント・キルダ諸島固有種のTaraxacum pankhurstianum（タンポポの仲間）がある。
また、アウター・ヘブリディーズでは以下の様な希少種が確認されている。
- VU 危急種（Red List GB Post 2001）
  - Saxifraga hypnoides（ユキノシタの仲間）[167]、Ajuga pyramidalis（キランソウの仲間）[168]、Potamogeton epihydrus（ヒルムシロの仲間）[169][注 38]、Taraxacum pankhurstianum（タンポポの仲間）[171]。
- NT 近危急種（Red List GB Post 2001）
  - メルテンシア・マリティマ[172]、Ruppia cirrhosa（カワツルモの仲間（英語版））[173][注 39] 。

### 生物多様性保護と各種保護地区
1992年の環境と開発に関する国際連合会議において、イギリスは生物の多様性に関する条約に署名、1994年には生物多様性保護強化に関する行動計画を発表、1996年にはスコットランド生物多様性グループが発足し、スコットランドにおける生物多様性保護強化に関する取り組みを主導する様になった。アウター・ヘブリデーズにおいては、2001年に地域生物多様性行動計画（LBAP）運営グループが発足、2002年に現況監査および保護優占種の確認、2004年に西部諸島地域生物多様性行動計画（ウエスタン・アイルズ・LBAP）が最終的に策定され、Bombus distinguendus（マルハナバチの仲間）、ハタホオジロ、ウズラクイナ、ハマシギ、Spiranthes romanzoffiana（ネジバナの仲間）の保護、天然林、潟湖、穀物耕作地の保全といった活動が行われている。
また、周辺海域を含めて広い範囲が、国際的な枠組みを含め自然保護区域に指定されている。セント・キルダ諸島は、1986年に世界遺産（自然遺産）に登録、2005年には文化遺産としても登録されたことにより世界遺産（複合遺産）となった。湿地保全を図るラムサール条約には、ルイス島内陸部の泥炭地地域（Lewis Peatlands）、ノース・ウイスト島北東部のロッホ・アン・ドゥイン地域（Loch an Duin）、ノース・ウイスト島西岸地域のマッハ（Machair）および周辺諸島（North Uist Machair and Islands）、サウス・ウイスト島西岸地域のマッハ（Machair）および湖沼群（South Uist Machair and Lochs）の4か所が登録されている。欧州連合の生息地指令に基づく野生動物生息地保護のための保全特別地域には9か所、同鳥類保護指令に基づく保全特別地域には15か所が指定されている。そのほか、イギリス国内での指定に関しては、国立自然保護区が1か所（セント・キルダ諸島）、特別環境保全地域には52か所が指定されている。

## 歴史

### 先史時代

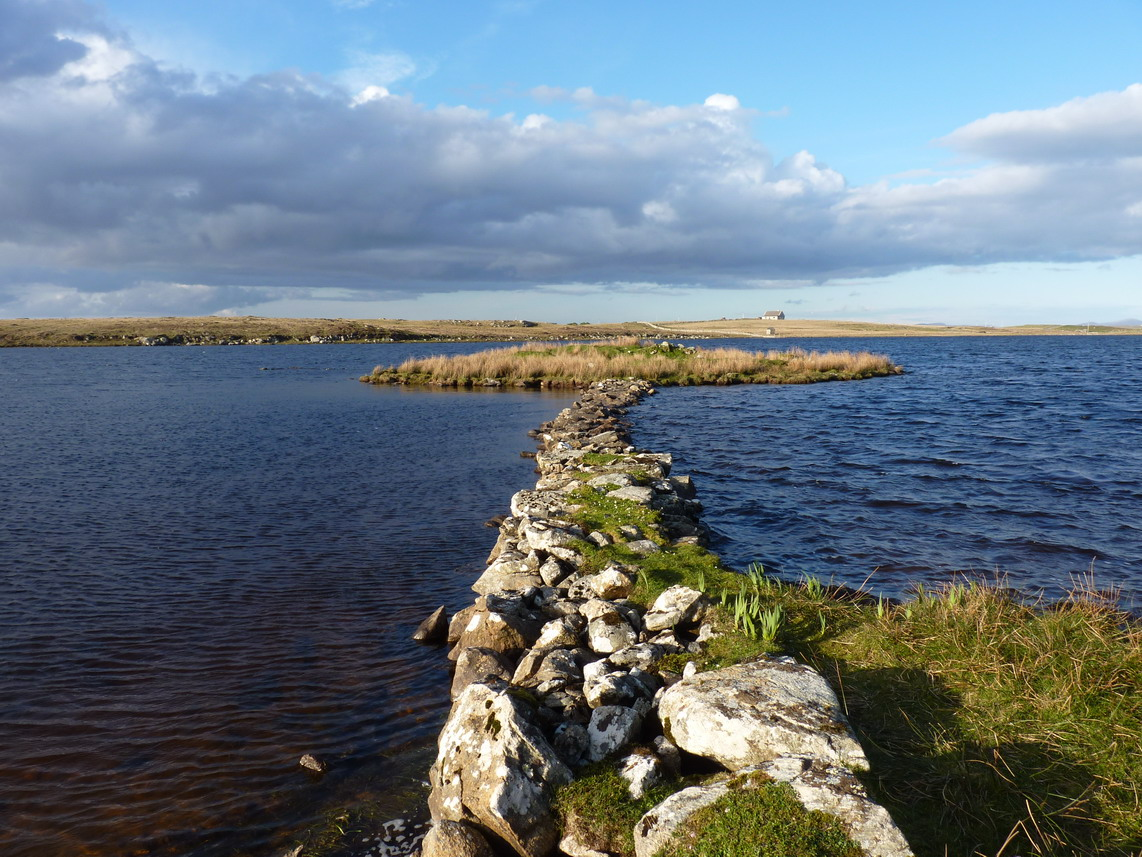
アイリーン・ドムヌイル遺跡（Eilean Dòmhnuill）

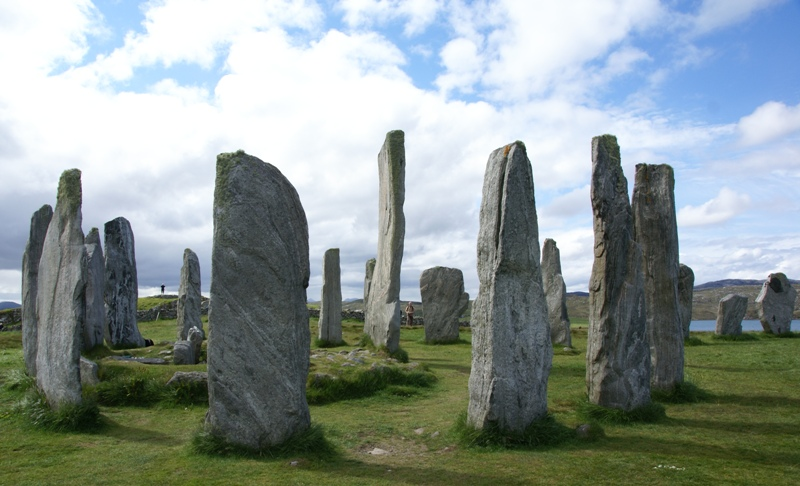
カラニッシュ巨石群

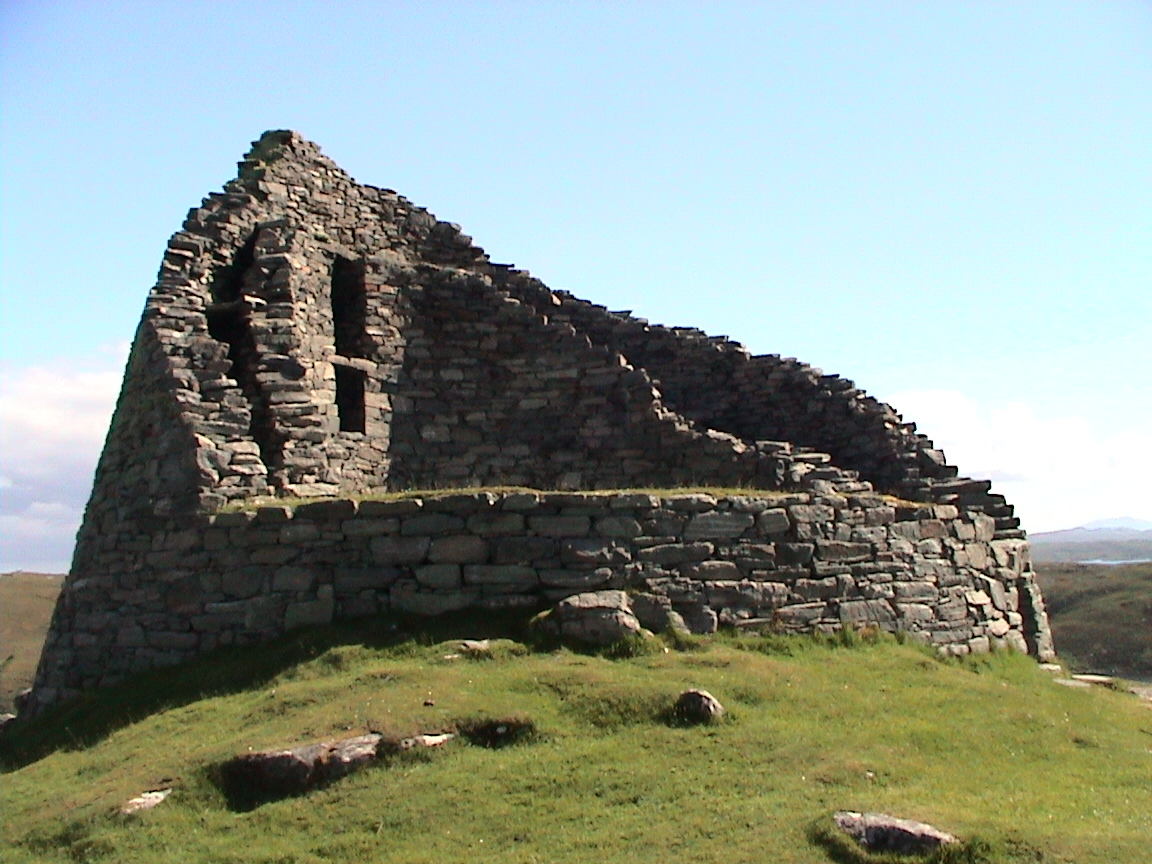
ダン・カロウェイ

グレートブリテン島北部一帯は、紀元前8000年頃までは氷河に覆われ大陸とは陸続きであったが、氷期が終わり温暖化が次第に進むと、氷が解け海水面が上昇、大陸とは分断される様になった。中石器時代の紀元前6500年以降同4000年以前の頃には移動しながら狩猟・採集・漁を行う人々が住むようになったと推定されており、新石器時代に入った紀元前4000年頃になると大陸から農耕民が移入し定住するようになった。紀元前2000年頃になると大陸から渡ってきたビーカー人によってもたらされた金属加工技術によって青銅器時代が始まった。また、紀元前500年頃までには鉄加工技術を持っていたケルト人が流入し、青銅器に代わり鉄器が使われる様になったとされる（鉄器時代）。紀元前400年頃からは、円塔状の石造り住居兼城砦「ブロッホ」が各地に造られるようになり、争いの多い不安定な時代だった様である。
アウター・ヘブリディーズにおいても、中石器時代の狩猟採集民の活動の痕跡が各所で見つかっており、なかでも炉床、竪穴、人工遺物とともに炭化したヘーゼルナッツの種皮（殻）が出土したハリス島ノーストンの集落跡は紀元前7000年頃からのものとされている。
新石器時代に入った紀元前4500年頃になると農耕が始まり、森林を伐採し放牧地として定期的に野焼きを行っていた様である。ルイス島アイ半島シュリシャダー（Shulishader ）では紀元前3150年頃のものとされる木製柄付き石斧がほぼ完全な形のまま出土している。住居跡としては、紀元前3200-2800年頃からのクラノーグ（湖上人工島様の住居跡）とされるノース・ウイスト島オラブハット湖（Loch Olabhat）のアイリーン・ドムヌイル遺跡（Eilean Dòmhnuill）などが見つかっており、この頃には定住生活が行われていた様である。また、紀元前3000年頃から紀元前2000年頃にかけて漸次造られたとされるルイス島のカラニッシュ巨石群（ストーンサークル）は、高さ4.75mの巨石および石室墳を中心に、直径12mの円状および東西南北に向かって高十字状に片麻岩の巨石が大小48個立てられており、儀式や天体観測に用いられていた様である。
青銅器時代のものとしては、サウス・ウイスト島クレイド・ハランの集落跡が紀元前2000年頃からのものとされ、当時の権力者のものと思われる中央に炉床を配した石造りの大きな住居跡、その地下からは紀元前1600年頃および紀元前1300年頃のものとされるミイラ（湿地遺体）2体が発掘されている。
鉄器時代に入ると、アウター・ヘブリディーズでも、ルイス島のダン・カロウェイ（紀元前200年頃の建造で、基部直径14.3m、高さ9.1mまでの部分が残存）を始めとして、ブロッホ（円塔状の石造り住居兼城砦）が各地に造られた。

### ケルト人の時代

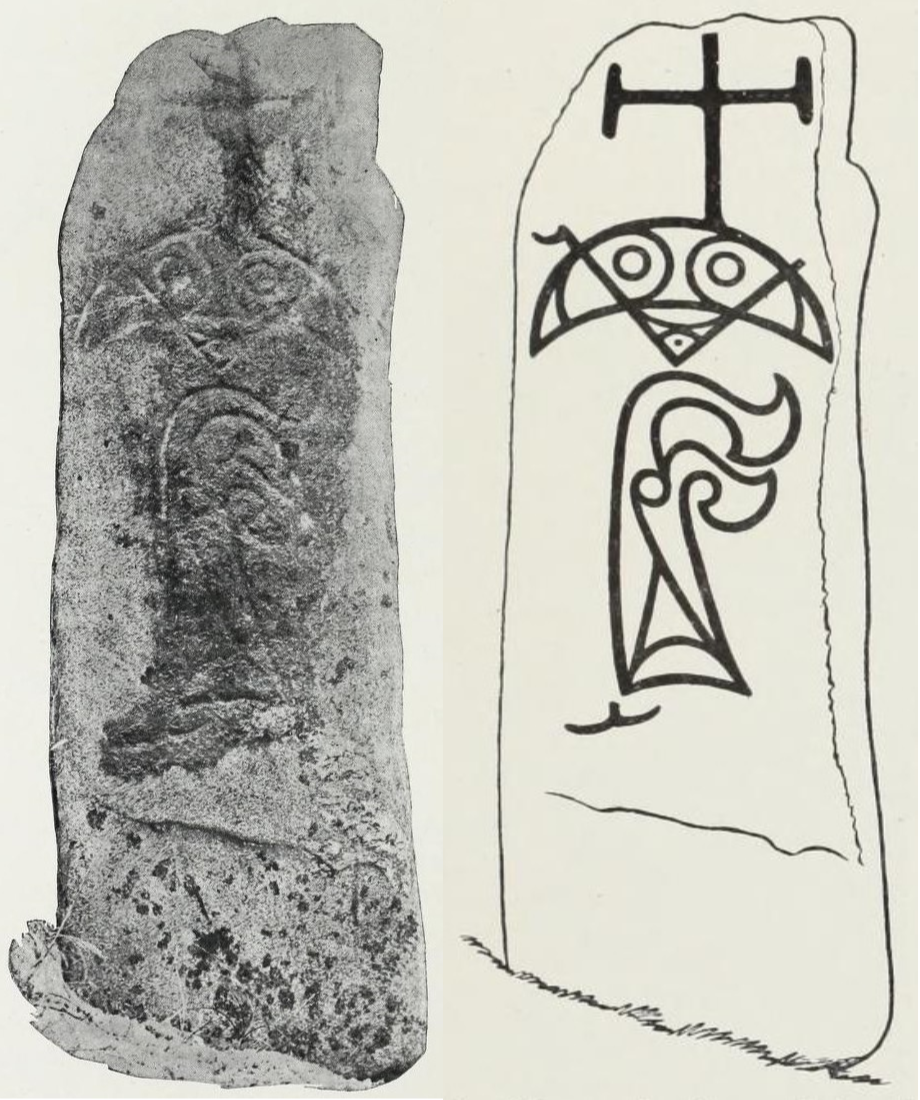
パベイ島で見つかったピクト人のシンボル・ストーン「パベイ・ストーン」

紀元前5-6世紀頃に歴史資料に登場するようになったケルト人は、地名や出土品などの分析から、紀元前5世紀前半までにはグレートブリテン島北部一帯に流入し、その文化が普及していた様である。グレートブリテン島北部一帯におけるケルト人の特徴としては、ケルト語を話していたこと、鉄加工技術に長けていたこと、顔や体を染料で彩っていたこと、血縁関係を基にした氏族社会を形成し各族長が率いていたこと、好戦的で騎馬術に長けていたこと、などがあげられている。グレートブリテン島南部一帯は紀元43年より同410年まで古代ローマに支配され（ローマ属州ブリタンニア）、グレートブリテン島北部（カレドニア）に住むピクト人などの在地ケルト人と攻防を繰り広げたが、カレドニア北部（ハイランド地方）および島嶼部への古代ローマの直接的な影響はあまりなく、アウター・ヘブリディーズに古代ローマの軍勢が実際に上陸したとの形跡も認められていない。
3世紀頃からは、カレドニア北部及び島嶼部は、いずれもケルト系ピクト人による7つの王国に分かれて支配されていたとされる（ピクトランド）。500年頃になるとアイルランド島北部のケルト系スコット人が、カレドニア南西部及びインナー・ヘブリディーズに移住（植民）、ダルリアダ王国を創設した。ピクト人の王国（ピクトランド）とダルリアダ王国は時には激しく対立し抗争を繰り広げ、時には連携して外敵に対処するなどしながら、またキリスト教を介しても、次第に連携が進み、843年にダルリアダ国王ケネス1世がピクト王も兼任し、ここに両者が連合したアルバ王国（スコットランド王国の母体）が成立することとなった。
アウター・ヘブリディーズにおいては、バラ諸島（主列島南端部）のパベイ島にて、6世紀のピクト人のシンボル・ストーン「パベイ・ストーン」が見つかっている。また、(Hunter 2000)によると、文化・言語などから、当時のアウター・ヘブリディーズの住民はそのほとんどがピクト人であったと考えられている。

### ノース人による支配

11世紀末における島嶼部王国の支配範囲

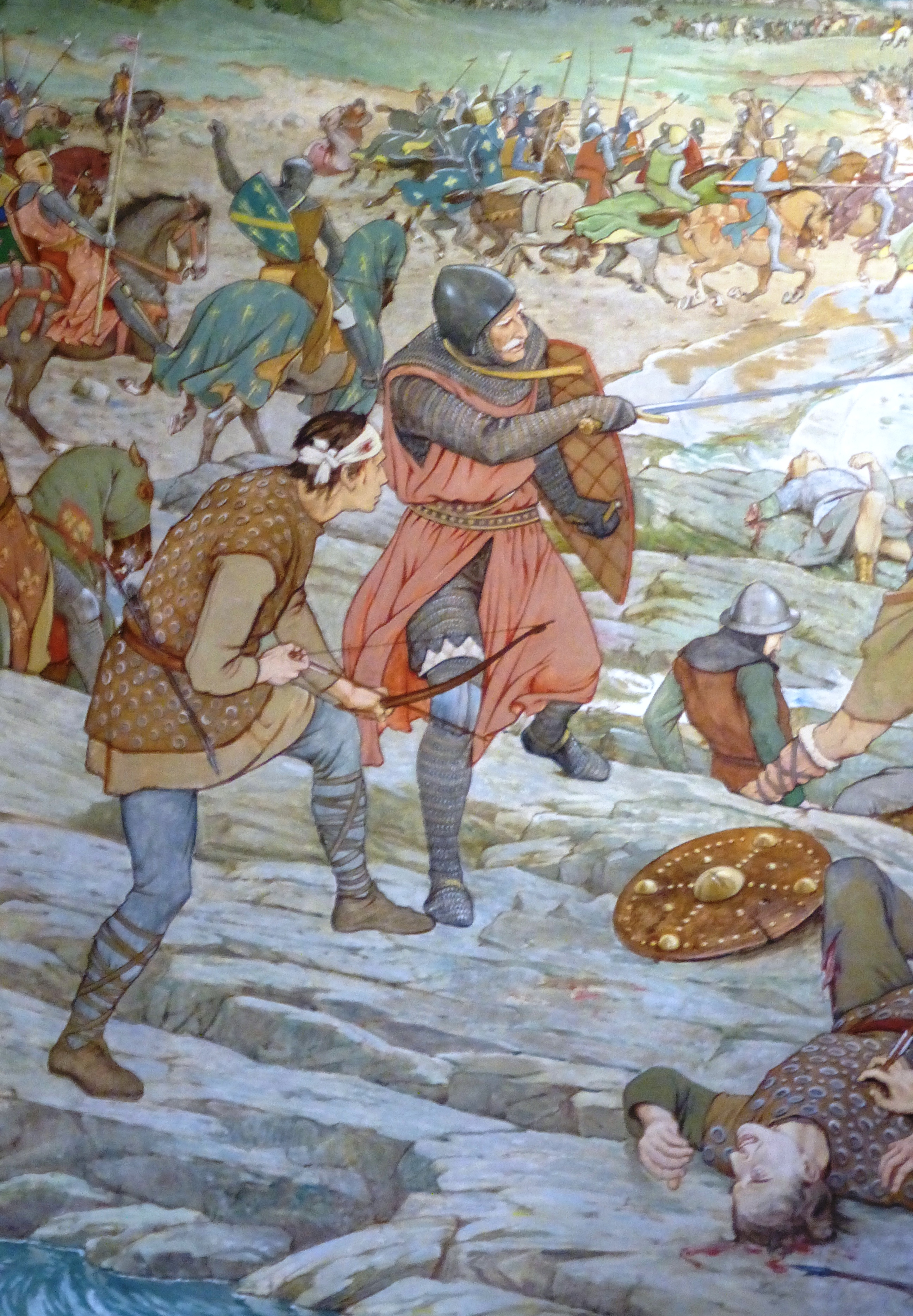
ラーグスの戦い（William Hole作。一部分をトリミング）

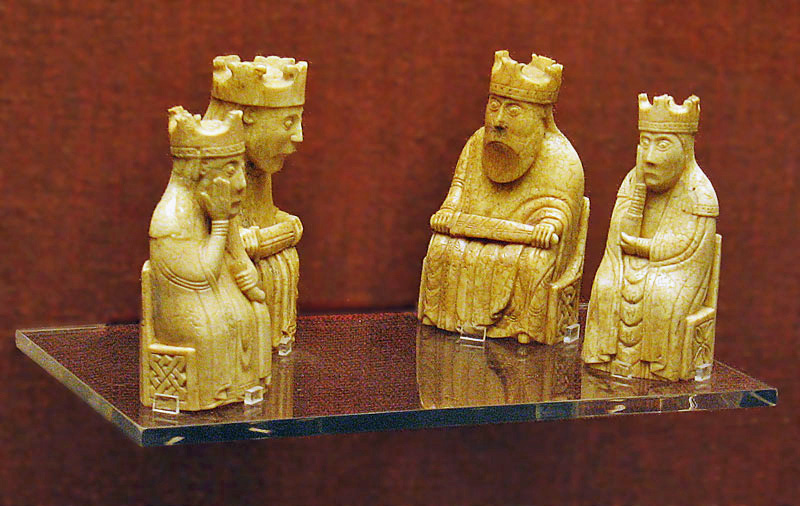
ルイス島のチェス駒（大英博物館所蔵）

790年代になると、ヴァイキング（ノース人）がスコットランド西岸地方を襲うようになり、当初は、夏の間の海賊、略奪行為に留まっていたが、次第に攻略した場所に定着する様になった。9世紀半ばには、ノース人のケティス・フラットノーズがアウター・ヘブリディーズの大部分を手中にし、他のノース人指導者たちと種々の同盟を結びながら実権を握っていたが、母国ノルウェーからの統制はあまり効いていなかった様である。890年には、ノルウェー統一を果たしたハーラル1世がオークニー諸島、ヘブリディーズ諸島の支配権を確立、既に支配権を確立していたシェトランド諸島、スコットランド本島のケイスネスと併せて、ノルウェー王国の伯爵領とした。
スコットランド国王エドガー（1097年就任）の時代になると、ヘブリディーズ諸島の住民がノルウェー王国の支配に対する反乱を起こし、ノース人や有力者を虐殺する事態となった。ノルウェー国王マグヌス3世は報復の為、大艦隊を率いて親征、ヘブリディーズ諸島の住民を皆殺しし、略奪を尽くし、住居は焼き払った。マグヌス3世付きのスカルド詩人は、ルイス島では「炎は空高く天まで燃え上がった」「家々から炎が噴き出した」、またウイスト諸島では「王は剣を血で赤く染めた」と記している。1098年、スコットランド国王エドガーとノルウェー国王マグヌス3世は条約を結び、ヘブリディーズ諸島は正式にノルウェー王国に譲渡されることとなった。島々の統治は、「Norðr-eyjar」（北の島々。オークニー諸島及びシェトランド諸島）、「Suðr-eyjar」（南の島々。ヘブリディーズ諸島及びマン島）の二つの「王国」（全体としては島嶼部王国）として行われた。
1156年、ノルウェー王国支配下にあったノース人とゲール人の血を引くサマーレッドが蜂起、ノルウェー王国支配下でマン島を治めるゴッドレッド（Guðrøðr Óláfsson）との対峙（バトル・オブ・エピファニー）を経て、スカイ島を除くインナー・ヘブリディーズ全体は、サマーレッドが独自に支配する「事実上の独立した領域」となった。
13世紀前半、スコットランド国王アレグザンダー2世は、ヘブリディーズ諸島をノルウェー王国の支配から奪還することを目論み、当初はノルウェー国王ホーコン4世に返還を要求、次に購入することを提案するも、いずれも拒絶されたため、戦争での奪還を決意し艦隊を率いるが、途上、インナー・ヘブリディーズのケイラ島で病死した（1249年）。後継のアレグザンダー3世も奪還を目指し平和的な移譲を交渉するが決裂、武力でノルウェー王国側を襲撃するに至った。1263年、ノルウェー国王ホーコン4世は反撃の為、自ら艦隊を率い遠征するも、艦隊は猛烈な暴風雨に見舞われ、緒戦のラーグスの戦いにも敗北、さらにノルウェー王国への帰国途上のオークニー諸島カークウォールで病死するに至った。1266年、アレグザンダー3世と後継ノルウェー国王マグヌス6世との間でパース条約が締結され、マン島およびヘブリディーズ諸島はスコットランド王国の領土であることを確認し、ノルウェー王国による支配は終焉を迎えることとなった。（関連記事「スコットランド・ノルウェー戦争」）
ノース人が支配した時代の名残は人名や地名に残っているが、一方で当時の遺物に関しては「ルイス島のチェス駒」がよく知られているものの、全体としては非常に限られたものしか残っていない。

### スコットランド王国時代

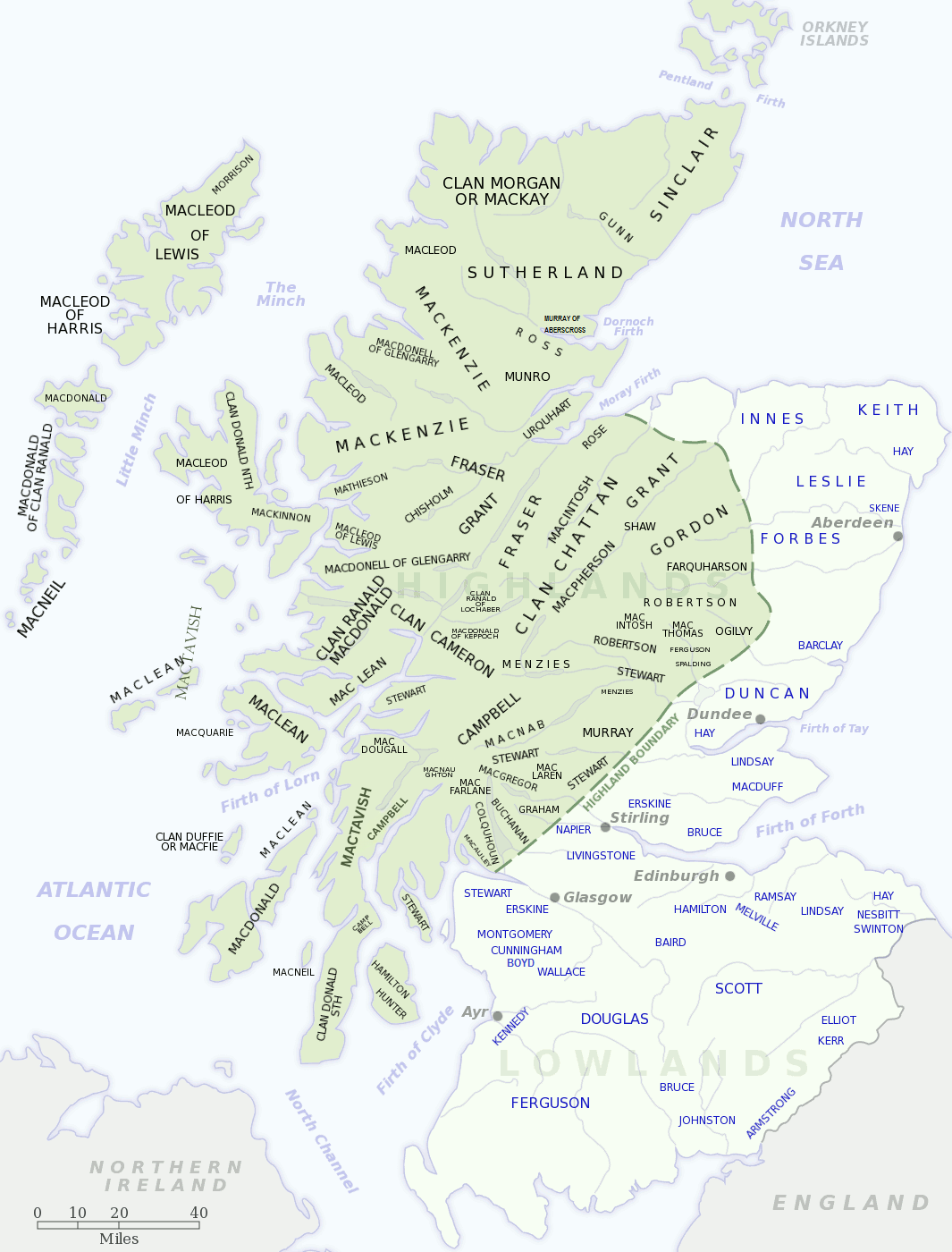
「スコットランドの氏族」地図

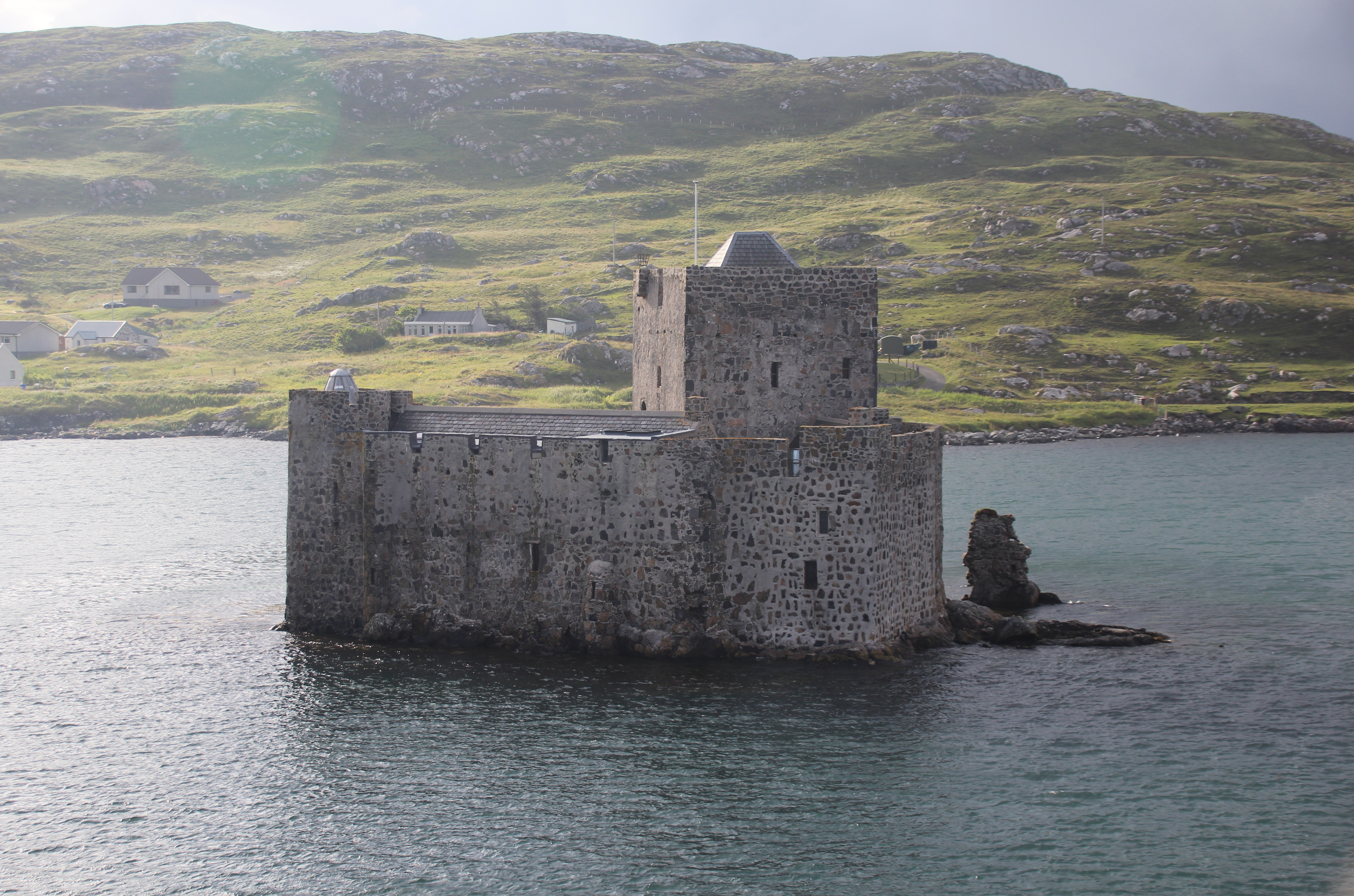
マクニール氏族の拠点であったバラ島キャッスルベイのキシムル城

ノース人が支配する時代が終わりに近づくにつれ、各島々の統治は、次第に、スコットランド・ゲール語を話すスコットランドの氏族の氏族長、例えばルイス・ハリス島ではマクラウド氏族、ウイスト諸島ではマクドナルド氏族、バラ島ではマクニール氏族、が行うようになった。各氏族は激しく対立・抗争しながらも、サマーレッドの子孫で代々「島々の領主（ロード・オブ・ジ・アイルズ）」と名乗ったマクドナルド氏族が統率するという形態であった。1266年のパース条約によりヘブリディーズ諸島はノルウェー王国の支配から完全に脱しスコットランド王国の領土であると確認されたが、その実態は「島々の領主」がヘブリディーズ諸島およびスコットランド西岸地方の各氏族を支配するといった、いわば独自の「王朝」というものであった。
1493年になると、スコットランド国王ジェームズ4世は「島々の領主」はスコットランド王国の統治にとって脅威であるとして、「島々の領主、ロス伯爵」ジョン（John of Islay, Earl of Ross）の地位を剥奪、財産も没収、マクドナルド氏族は「島々の領主」としての支配力を失うこととなった。一方で、ジェームズ4世及びその後継者たちは、ヘブリディーズ諸島の各氏族を制圧する軍事力を保持しているにも関わらず、各氏族の紛争を抑える統治体制を構築することはせず、紛争が発生するたびに、場当たり的に、遠征、討伐するに留まった。1506年には第3代ハントリー侯爵アレグザンダー・ゴードンはストーノーウェイ城を包囲、占領し、騒乱を鎮圧した。1539年、インナー・ヘブリディーズのスカイ島スリートを本拠地とするマクドナルド一族（Clan Macdonald of Sleat）の族長ドナルド・ゴームが島の領主権を求めて蜂起、この反乱は鎮圧され、ゴームも処刑された。この反乱を機として、1540年、ジェームズ5世は、スコットランド北西部及び島嶼部に王室の権威、支配を徹底するために、同地域の氏族長たちを強制的に随行させる形で、オークニー諸島、スコットランド最北西のケープラス、ヘブリディーズ諸島、グラスゴー近郊のダンバートンまで、自らロイヤル・ツアー（王室公式訪問）を率いた。その際、人質を連れ帰るなどして、各氏族長に恭順を誓わせ、また「島々の領主」の称号を王権のものとする法制化も行った。その後は平和な期間が続いたが、またすぐに各氏族は反目し合うようになった。

1598年、スコットランド国王ジェームス6世は、ファイフ出身のジェントリ階級の入植開拓者（Gentleman Adventurers of Fife）に対し「最も未開な」ルイス島を文明化させる名目で入植することを許可した。入植は成功裏に始まったが、ルイス島西方のロッホ・ローグベアラサイ島（Bearasaigh）を拠点としていたマクラウド一族（Clan MacLeod of Lewis）のニールとマードックが指揮する軍勢に追い出されることとなった。1605年の再度の試みも失敗、1607年の三度目の試みでようやく入植が成功した。他方、1608年には、スコットランド国王ジェームス6世（イングランド国王ジェームス1世）は、アンドルー・ノックス主教を通じて、ヘブリディーズ諸島の各氏族長全員を捕縛、投獄し、翌1609年、各氏族長に対し「氏族長子息のローランドでの教育の必須化」「島民の武器携行禁止」「詩人によるゲール社会の伝統儀式廃止」などを定めたアイオナの法令への署名を求め、加えて1610年には「氏族長の毎年の枢密院への出頭および、氏族構成員の順法状況の報告」を命令した。この頃、キンテイルのマッケンジー家（のちのシーフォース伯爵家）がルイス島を保有する様になり、文明化の促進、とりわけ漁業の近代化に取り組んだ。歴史家のW・C・マッケンジーはこの取り組みに関し、
17世紀末のルイス島の絵には、豊かではないが安んじて生業に勤しむ島民の姿が有る。シーフォース伯爵家は、この島にきちんとした統治体制を整えたほか、無知、無作法の泥沼にどっぷりと浸かっている島民を救うために多くの施策を実行した。しかし、このような活動も、島の地域社会に対する経済面での恩恵はほぼ無かった様である。—W. C. Mackenzie、Francis Thompson『Harris and Lewis, Outer Hebrides』41頁
と言及している。このような一連の取り組みは、ヘブリディーズ諸島に平和と秩序ある社会をもたらし、やがてストーノーウェイの街はバロニ自治都市となった。
17世紀中ごろの三王国戦争（清教徒革命）においては、ルイス島のシーフォース伯爵家は王党派を支持、1645年のオールダーンの戦い（Battle of Auldearn）では王党派側として戦った。このことから、イングランド王国議会派のオリバー・クロムウェルの部隊のルイス島への進駐をまねき、ストーノーウェイの古城は破壊されるに至った。

### グレートブリテン王国成立以降

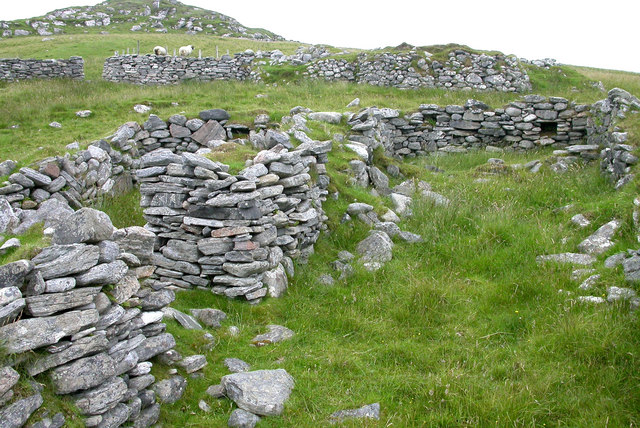
1841年に島民全員が追い出され牧羊場となったフアーグモール島（Fuaigh Mòr）

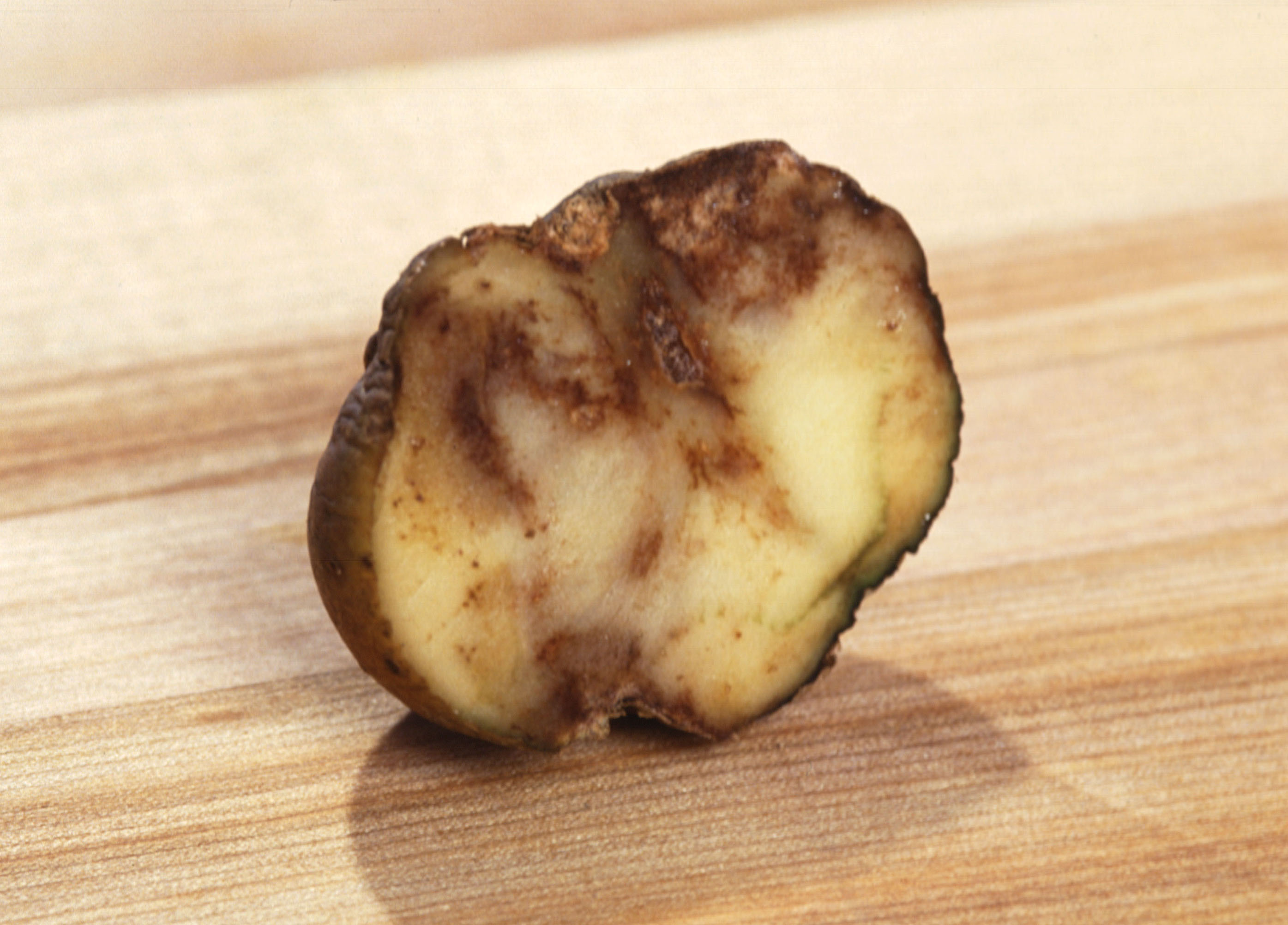
胴枯れ病にかかったジャガイモ

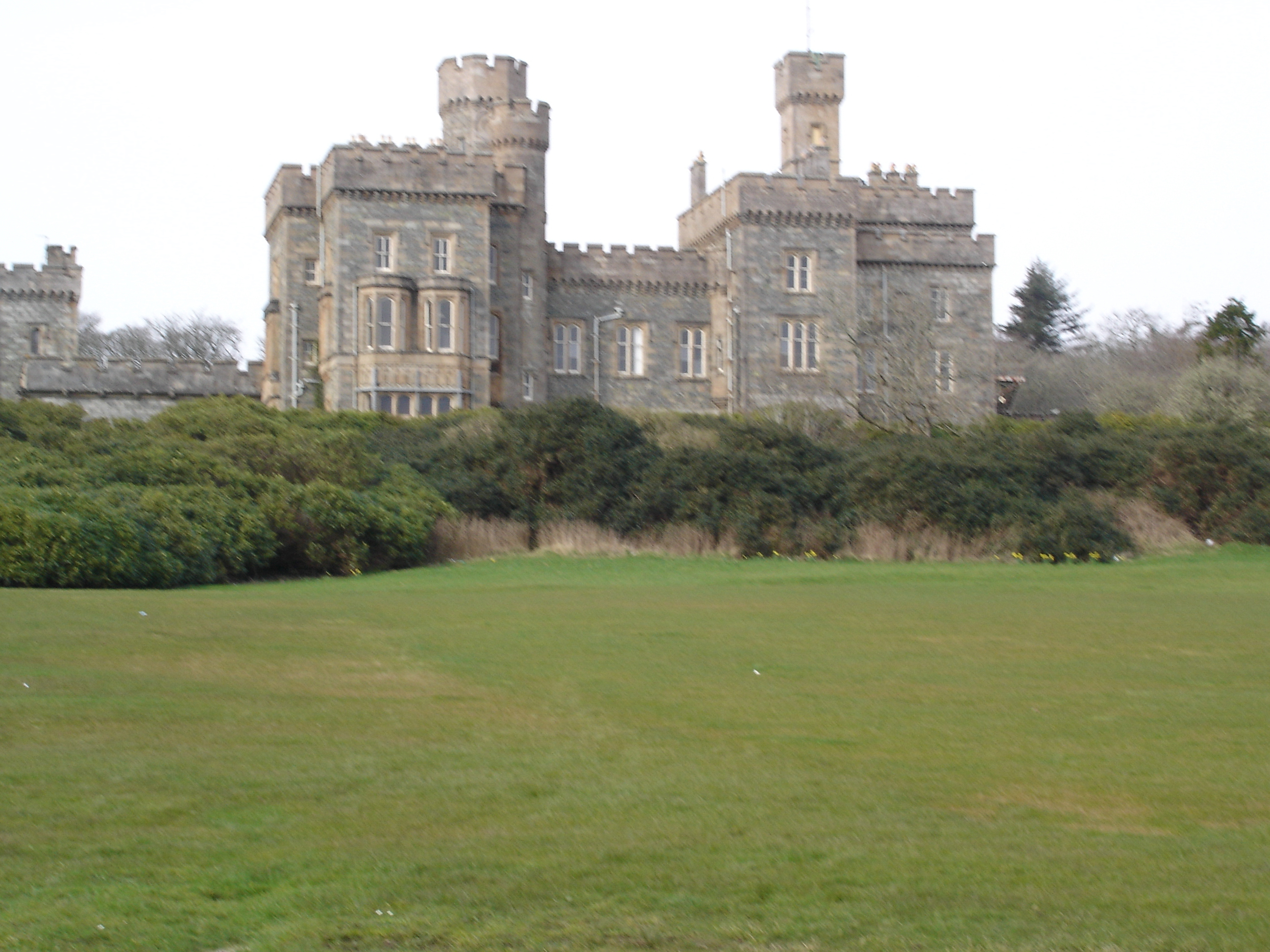
ルイス島ストーノーウェイのルース城（19世紀中ごろ築）

1715年、スコットランド国王ジェームス7世（イングランド国王ジェームス2世）の次男老僭王ジェームズの王位就任を求め、マー伯ジョン・アースキンが主導するジャコバイト派が蜂起した（1715年ジャコバイト蜂起）。ジャコバイト軍は当初はハイランドの勢力が中心でアウター・ヘブリディーズの勢力も数多く参加したが、最終的に蜂起は失敗に終わった。1745年の若僭王チャールズ（老僭王ジェームズの長男）の蜂起（1745年ジャコバイト蜂起）の際には、アウター・ヘブリディーズを含めたハイランドの勢力の反応は芳しくなかった。若僭王チャールズが亡命先フランスからアウター・ヘブリディーズのエリスケイ島に到着、上陸した際には、ボイスデールのマクドナルド一族は、一旦は支援を拒否し、フランスへの帰国を進言したとも伝わる。それでもマクドナルド一族はジャコバイト側で参戦したが、カロデンの戦いの敗戦により蜂起は失敗、若僭王チャールズはフランスへ逃げ帰ることとなった。この逃避行ではアウター・ヘブリディーズの島々を転々とし、その際にはマクドナルド一族ほか島々の住民の支援があった。特に、追手が迫る中、若僭王チャールズを召使に変装させることで脱出を助けたフローラ・マクドナルドがよく知られている。
1745年のジャコバイト蜂起が失敗に終わると、ハイランドの氏族社会が崩壊、続いて、効率的な土地利用の為に余剰となった領民を追い出すといったハイランド・クリアランスが行われるようになり、1815年頃より本格化、ジャガイモ飢饉が発生した1850年頃がピークとなった。
ヘブリディーズ諸島においては、当初は、労働集約的なケルプ産業や漁業の活況、狭い土地でも収量の見込めるジャガイモ栽培の導入、といった要因もあり、領民およびその子孫は他の土地へ流出するのではなく小作地をより細分化することで居残り、アウター・ヘブリディーズの人口は1755年の13,000人から1811年には24,500人まで急増していた。1810年代に入ると、代替品の輸入やアルカリの工業生産開始によるケルプの暴落、漁業の低迷も相まって、1815年頃には経済は急速に悪化、ごく狭い小作地で細々とジャガイモを育てるといった「自給農業」に陥ることとなった。18世紀半ばから19世紀半ばにかけてのヘブリディーズ諸島では、以上の様な人口の急増と、それを支えることが出来なくなった経済基盤の毀損により、島民全体が困窮した。このような状況下、1820年以降には領主が費用を負担するなど小作人の移民が積極的に推奨され、本格化するようになった。一方で、1841年には島を牧羊場にするためにフアーグモール島（Fuaigh Mòr）から7家族46人の島民全員が追い出されるという事例もあった。
1846年に始まったハイランド地方におけるジャガイモ飢饉は、島民の多くが零細小作農（ クロフター）でジャガイモは主食だったこともあり、深刻な結果をもたらし、激しい暴動が頻発した。各所からの支援がある一方で、地主の中にも多大な支援を提供した者はおり、スカイ島ダンヴェガン城のマクラウド氏族は領民約8,000人分の食糧を購入・供与、アードガー（Ardgour）のマクリーン氏族は食糧提供以外にエンドウ豆・キャベツ・ニンジンといったこの地域ではあまり栽培されてこなかった作物を新導入、ルイス島のジェームズ・マセソン卿は領地の土地改良に329千ポンド投入、といった具合であった。翌年、翌々年もジャガイモ胴枯病の被害に襲われ、地主たちは住民を養うために更なる負担を強いられることとなった。このような状況を踏まえ、連合王国政府は集団移民(出移民）を奨励し始めた。救済活動があった一方で、1851年には、バラ島、サウス・ウイスト島、ベンベキュラ島の地主、クルーニー城（Cluny Castle）のジョン・ゴードン大佐による島民最大3,000人への移民強要、及び流刑地として跡地を王国政府に売却打診した事案、インナー・ヘブリディーズのスカイ島における地主からの島民数千人への立ち退き命令（1840年から1883年にかけて）、アウター・ヘブリディーズのルイス島における地主からの30の村落への立ち退き命令（1887年）といった事案も発生した。
ナピエ委員会（1883年発会）による情報収集とそれに基づくクロフター保有地法 (1886年)の制定やスコットランド稠密地方局（1897年設立）の取り組みは、社会の安定化の一助となった。1906年7月にはヴァタルサイ島の放牧場が不法占拠されるといった事案が発生するが、1909年にスコットランド稠密地方局がこの島を買収するに至った。
1965年、ハイランド地方および島嶼部の経済振興、インフラ整備支援などを目的に「ハイランド・島嶼地方開発協議会（Highlands and Islands Development Board）」が設立され、アウター・ヘブリディーズでは、ルイス島での組み立て工場や水産加工場、ウイスト諸島でのチューリップ栽培や眼鏡製造などで支援を受けた。1991年には同協議会を引き継ぐ形でハイランズ・アイランズ開発公社が設立され、各種支援活動を継続している。
1975年の地方自治体再編でアウター・ヘブリディーズ全体が一つの自治体「西部諸島カウンシル（Western Isles Council）」となった。
地域コミュニティによる土地買収、所有に関しては、1920年代よりルイス島ストーノーウェイでは一部に存在していたが、2003年スコットランド土地改革法が成立すると、一段と促進されるようになった。2004年にはバラ島9,000エーカー（約36km2）をスコットランド政府当局が地域コミュニティ移行の前段階として取得、2007年にはルイス島北部53,000エーカー（約214km2）を、2010年にハリス島西部16,000エーカー（約65km2）を地域コミュニティが取得した。このような取り組みにより、アウター・ヘブリディーズの人口の3分の2以上は地域コミュニティの所有地に居住するまでになった。

## 人口
アウター・ヘブリディーズの人口は、1755年約13,000人、1901年46,172人と、18世紀後半から19世紀にかけて急増した。当時のスコットランド全体の人口は、1750年代に約127万人だったものが、1811年には約181万人、1901年には約447万人と推移したが、この時期に死亡率が大幅に低下しており（粗死亡率で1755年頃では人口1,000人当り死亡38人、1861年には同22人）、これを主要因とした人口の急増であった様である。
1911年に46,732人を記録した後は逓減傾向に転じる。1914年から1918年の第一次世界大戦においては、たとえばルイス島では健康な成年男子のほぼ全員に当たる6,712人が兵役に就き、そのうち戦死1,151人、帰還途上での事故死200名のほか、約3,000人が帰還後に海外移住を余儀なくされるなど、島々の人口に大きな影響があった。また、有史以来、自給自足を行ってきた島々（特に離島）での生活は、近代的な産業経済には不適で、次第に離島、放棄されるに至った。1901年には140人が住んでいたミングレイ島は1912年まで島民のほぼ全員が離島、1881年には77人が住んでいたセント・キルダ諸島は1930年に残っていた住民35人が離島、1891年には135人が住んでいたモナック諸島（Monach Islands）は1943年には全員が離島したほか、多くの島々が無人島となった。
1951年以降の人口も、軍基地があり駐留人員の増減に左右されるベンベキュラ島（1951年924人→1981年1,988人→2011年1,303人）を除いて、各島で減少しており、2011年の人口はルイス・ハリス島のルイス島部分19,406人（1951年23,344人。1951年比17%減）、同ハリス島部分1,625人（1951年3,121人。同比48%減）、ノース・ウイスト島1,254人（1951年1,890人。同比34%減）、サウス・ウイスト島1,754人（1951年2,462人。同比29%減）、バラ島1,174人（1951年1,728人。同比32%減）など、アウター・ヘブリディーズ全体では27,684人（1951年35,591人。同22%減）となっている。
2020年6月の推計値では人口26,500人、16歳未満が16%（スコットランド全体では17%）、16歳以上65歳未満が59%（同65%）、65歳以上が25%（同18%）との年齢構成で、高齢者比率が男性ではスコットランド2位、女性では同1位となっており、スコットランドで最も高齢化が進んでいる地域とされる。その主要因として、「若者が就学や就職のためアウター・ヘブリディーズを離れ、そのまま戻ってこない」といった傾向があることが挙げられている。
スコットランド国立公文書館が行った、2018年指標に基づく人口予測によると、アウター・ヘブリディーズの人口は2018年実績26,380人が、2028年予測25,181人（2018年比6%減）、2048年予測22,709人（同16%減）との結果で、少子高齢化の更なる進展を主要因とし、人口減少率はスコットランドで最大との予測結果であった。

## 経済
伝統的なクロフティング（小規模兼業小作営農）、漁業、織物業（ハリスツイード）のほかは、観光業が育ちつつあるが、公共部門への依存度も高く、ハイランズ・アイランズ開発公社が経済的「脆弱地域（Fragile Area）」と指定しているように、地域経済の基盤は依然、脆弱かつ不安定な状況である。

### クロフティング
クロフティングとは18世紀以来の小作制度で、小規模小作地での耕作、地域コミュニティ共同で行う共有地での放牧のほか、生計維持のため漁業、手工業も手掛けるといった営農形態である。アウター・ヘブリディーズでは約3分の2の土地がクロフティングに利用されており、6,300を超えるクロフト（小作地）が280の集落を形成し、アウター・ヘブリディーズにおける社会、生活、文化の基盤となっている。

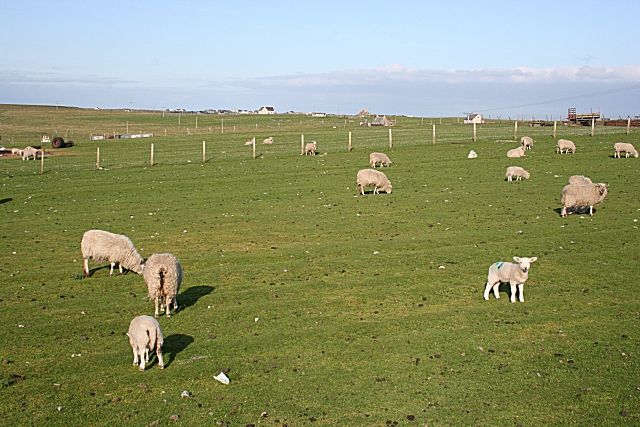
ルイス島の放牧地

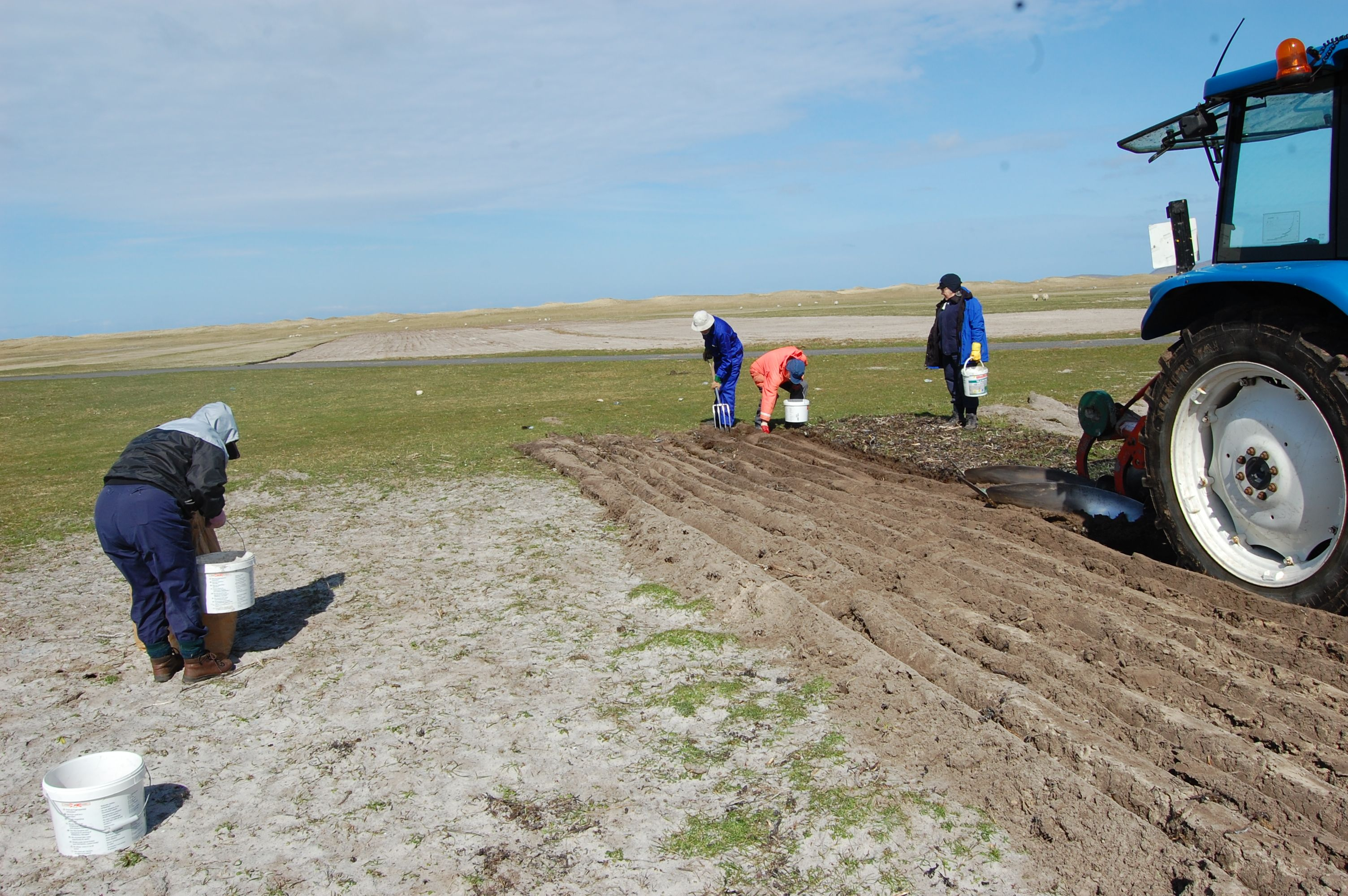
ハリス島のジャガイモ畑

個々のクロフト（小作地）は平均3ヘクタールほどで、化学肥料はほぼ使わずに（ウイスト諸島やバラ島では海藻や家畜糞を土壌に鋤き込み肥料として使用）、時折、休耕期を挟みながら、ジャガイモ、オーツ麦、ライ麦などが輪作されている。放牧に関しては羊がほとんど（牛はごく少数）で、主に肥育用子羊（出荷先で肥育され食肉となる）の状態で出荷され、これがアウター・ヘブリディーズで最も重要な農畜産物となっている。
営農に関する各種補助金・給付金制度があり、飼育頭数に応じた畜産補助金（Headage Subsidies）、クロフティング営農設備に対する給付金（Crofting Agricultural Grants Scheme）、クロフター向け家屋新築・増改築に対する給付金（Croft House Improvement Grant）などが利用されている。

### 漁業・養殖業

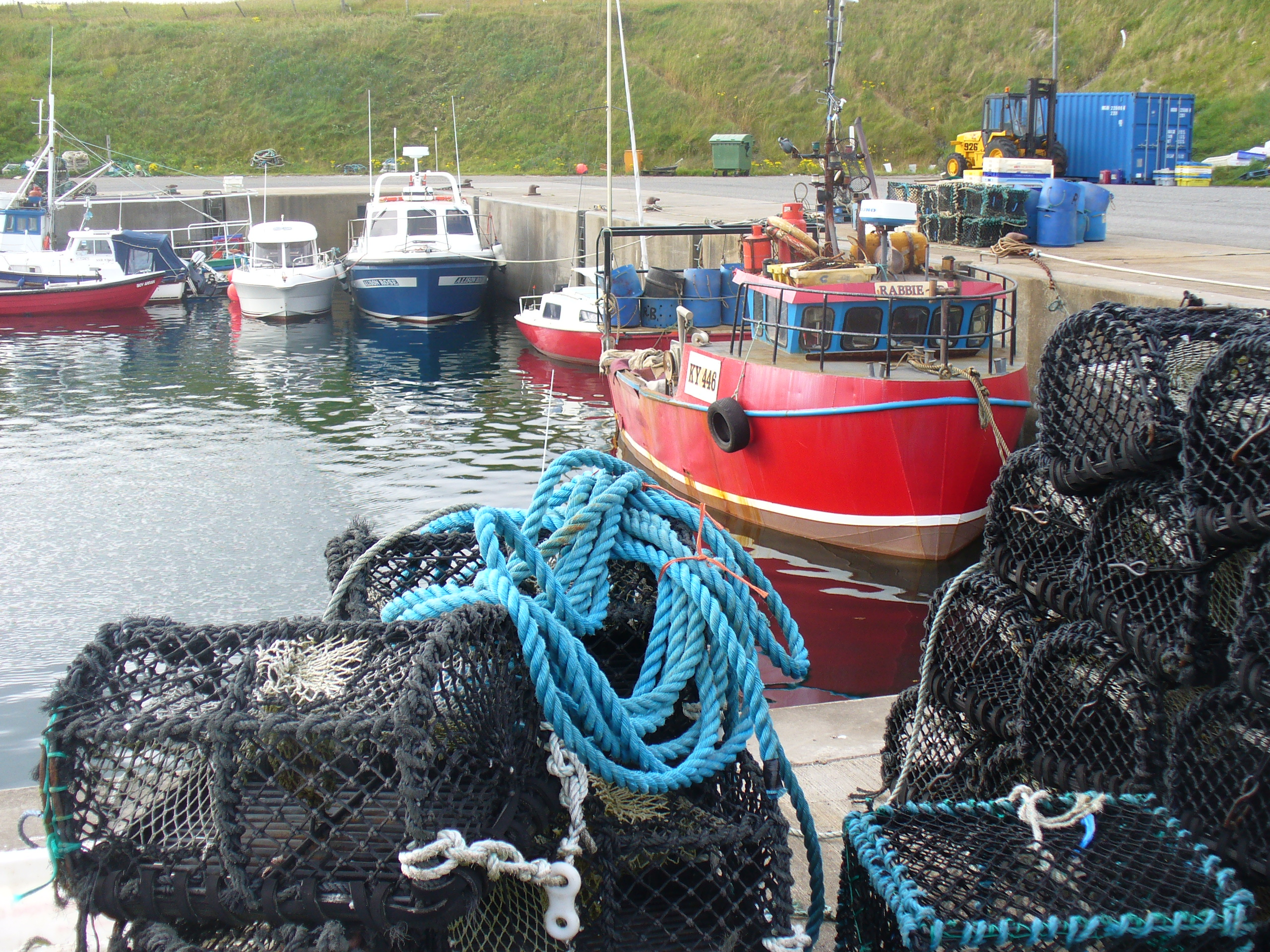
ルイス島Breibhigの港

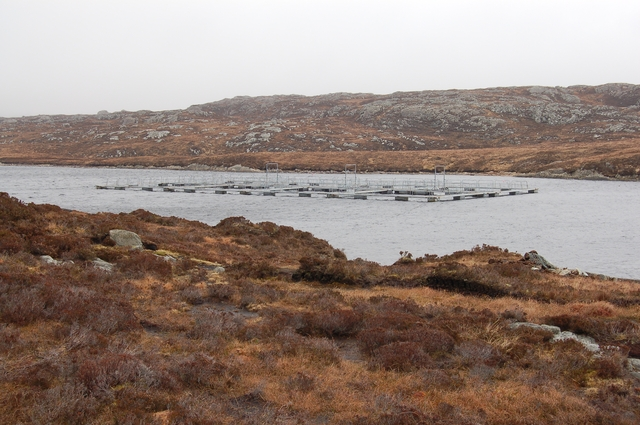
ハリス島のサーモン養殖いかだ

全長10m未満の小型船によるエビ・カニ類のカゴ漁や、貝類の小型底曳き網漁（Dredge fishing）が中心で、ヨーロッパアカザエビ、ヨーロピアンロブスター、イタヤガイの仲間（マゼランツキヒガイ、セイヨウイタヤガイ）、ヨーロッパイチョウガニ、ガザミの仲間（Necora puber）の水揚げが多い。これらのエビ・カニ・貝類（Shellfish）で水揚げ量の9割を占め（残りの1割が魚）、金額換算では、エビ・カニ類で年平均270万スターリング・ポンド程度（2015年時点）となっている。漁業資源の枯渇を防ぐため、漁期、漁具に制限があるほか、一部の種では漁獲対象サイズや量的制限も課されている。また、2020年からは「沿岸漁業管理の近代化」の一環として、アウター・ヘブリディーズ東方海域にて「入域船数制限」「1船あたりの使用カゴ数及び使用時間制限」「船舶追跡データ収集」の実証実験を行っている。
また、陸地深く湾入した入江や複雑な海岸線は魚介類の養殖の適地となっており、アトランティックサーモン（タイセイヨウサケ）、ムール貝、マガキの養殖が行われている。アトランティックサーモンは域内45か所で養殖されており、2020年には44,639トン（金額換算約216百万スターリング・ポンド）を生産、スコットランドではハイランド北西部沿岸地域（North Coast & West Hightlands）に次ぐ規模となっている。貝類に関しては、域内56か所（育成途上45か所、出荷有り11か所）で養殖されており、2021年はムール貝389トン、マガキ383千個（重量換算約31トン）の生産量であった。

### 織物業（ハリスツイード）

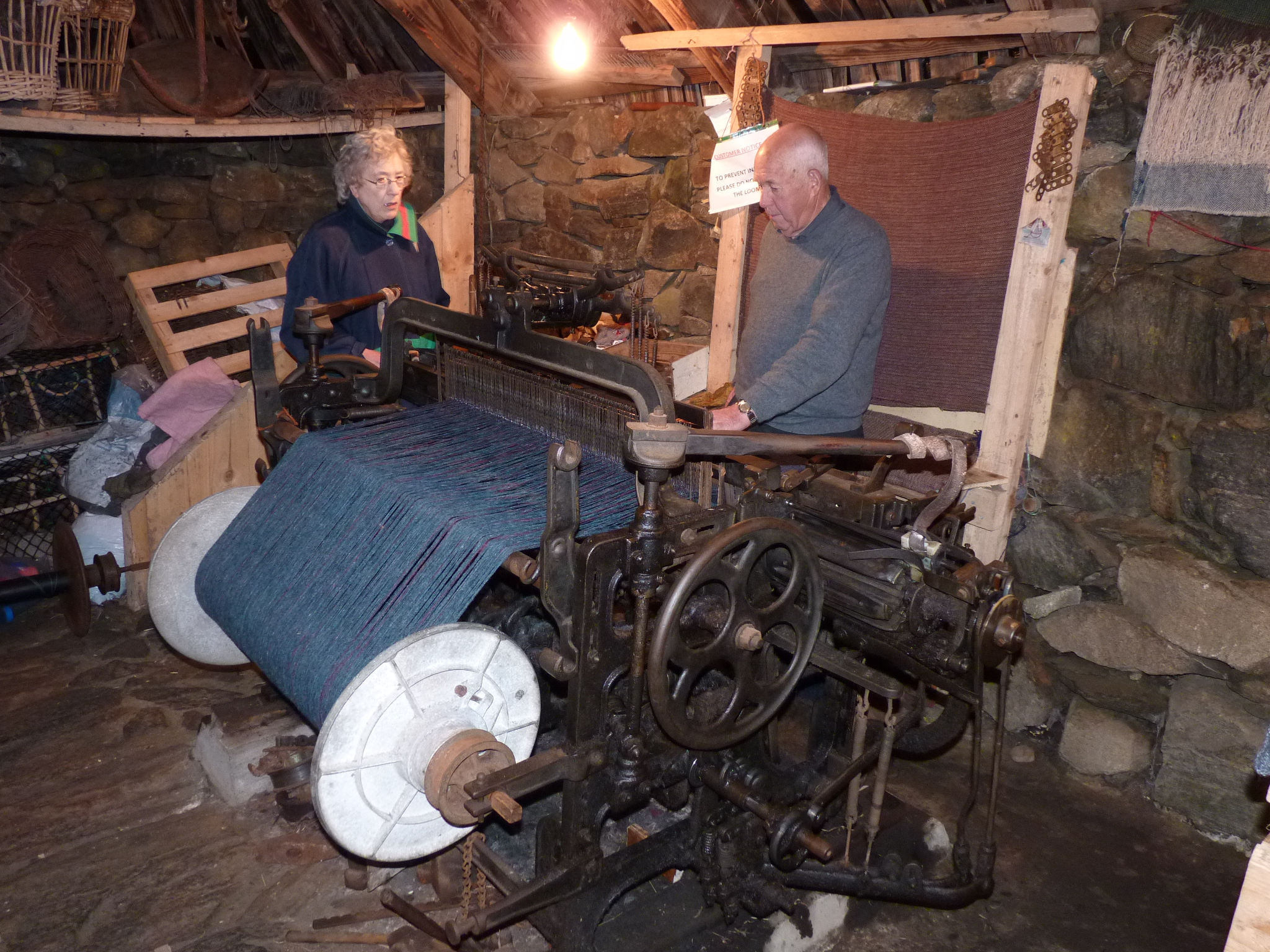
ルイス島でのハリスツイード織り

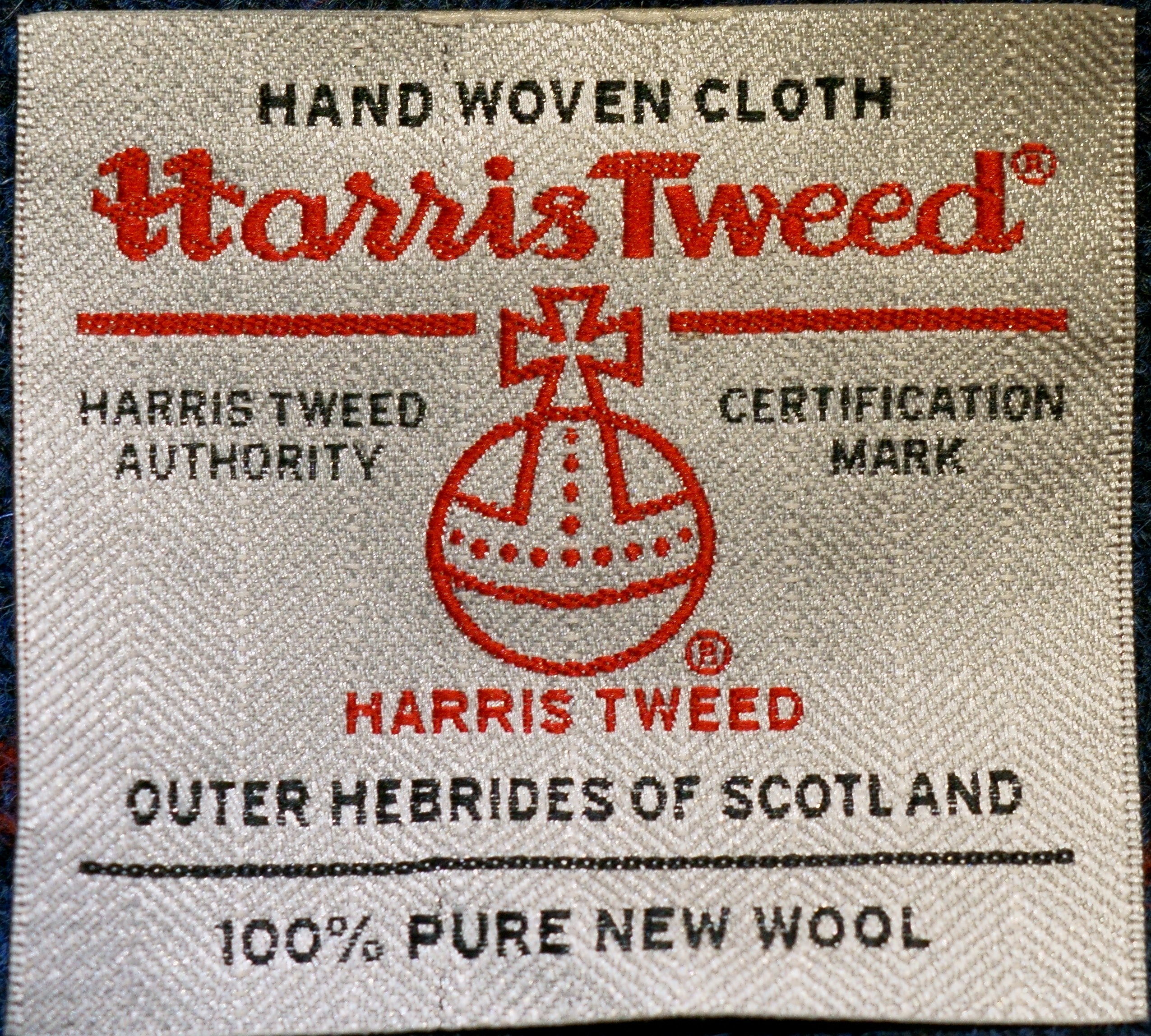
認定製品に付けられる「オーブ&マルチーズ・クロス」マーク

ハリスツイードとは、アウター・ヘブリディーズの住民が古くから各家庭で自給用に織っていた毛織物を、1840年代後半に当時ハリス島を領有していたダンモア伯爵家の第6代ダンモア伯アレグザンダー・マーレイの未亡人キャサリン・マーレイが地場振興のため産業化したものである。きつい編目で防水性、防寒性、耐久性に富み、色と模様のバリエーションが豊富、手織りからくる朴訥とした風合いといった特徴のある素材で、18世紀初頭には貴族のカントリーウェアなどとして人気を博すようになった。1909年には「ハリスツイード協会」を設立、1910年には「オーブ&マルチーズ・クロス」マークを商標登録し、偽物防止の観点より生地にマークを押印するようになった。1993年にはハリスツイード法（Harris Tweed Act 1993）が制定され、定義の明確化（染色から紡績、織り上げまでの全工程をアウター・ヘブリディーズで行う。ピュア・ヴァージン・ウールのみを使用。織り上げは織り手の自宅での手織りに限定）がなされ、同法に基づくハリスツイード・オーソリティが、生地および生地を使った製品にスタンプもしくはラベルを添付することにより品質管理、ブランド認定を行っている。2010年当時では、染色および紡績を行う工場「ミル（Mill）」3か所、織り手約160人で生産を担っていた。製品はアメリカ、ドイツ、日本を始めとした全世界に出荷されている。生産量は、1967年は750万メーター、1985年は520万メーターであったが、2009年には45万メーターに激減した。これは、織り手および従業員200名を抱えていた最大規模の「ミル」の経営者変更（2006年）とその後の経営失敗、工場操業停止（2009年）が主要因であった。その後は年間生産100-150万メーター（織り手220名、関連従事者160名程度）にまで回復している。

### 観光業

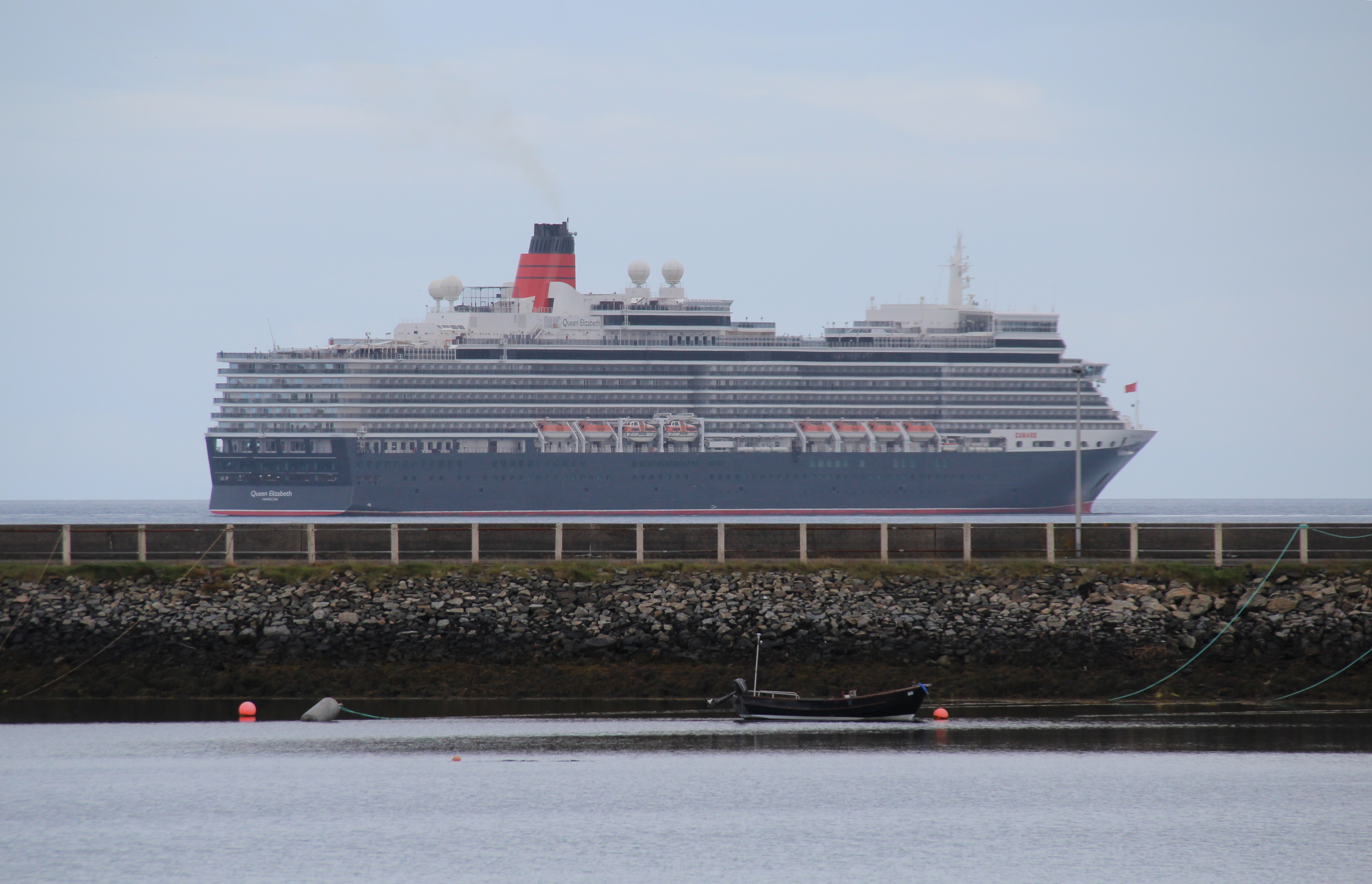
ルイス島ストーノーウェイに寄港したクルーズ客船「クイーン・エリザベス」（2016年）

2017年のアウター・ヘブリディーズへの来訪者数は約22万人（うち観光客15万人、ビジネス客4万人、親戚・友人訪問3万人）。宿泊施設（930施設ほど）、小売店・飲食店（来訪客向けが4割になる場合もあり）などでの総消費額は約65百万スターリング・ポンド（うち観光客で51百万スターリング・ポンド）に上り、観光産業は地域経済の10-15%程度を担っている。(Comhairle nan Eilean Siar & VisitScotland 2018)でのアンケート調査によると、観光客の訪問動機は「田舎の自然豊かな風景」71%、「ずっと行ってみたかった」49%、「日常からの脱出」36%、「一度来て気に入ったから」33%、「歴史と文化」32%などで、平均5.9泊する旅行中の行先・行動は「砂浜」77%、「散歩」68%、「ピクニック」51%、「名所見物」50%、「買い物」50%などとなっている。2021年には、新型コロナウイルス感染症流行後の観光産業の再生のために、3か年計画「Outlook 2030」を策定、ハイランズ・アイランズ開発公社からの支援も得て、「来訪客一人当たり単価の向上」「来訪客満足度および再訪率の向上」「列島内外の移動手段の確保・改善」「観光通年化に向けたオフシーズンの需要創造」「デジタル技術の活用」といった内容に取り組んでいる。また、ルイス島ストーノーウェイでは、クルーズ客船も接岸できる水深が深い新港湾ターミナル「ストーノーウェイ・ディープ・ウォーター・ターミナル」（クルーズ客船用の360m岸壁、大型貨物船用岸壁、貨物フェリー用岸壁など）の建設が予定されており、2024年に完成の予定である。

### 風力発電

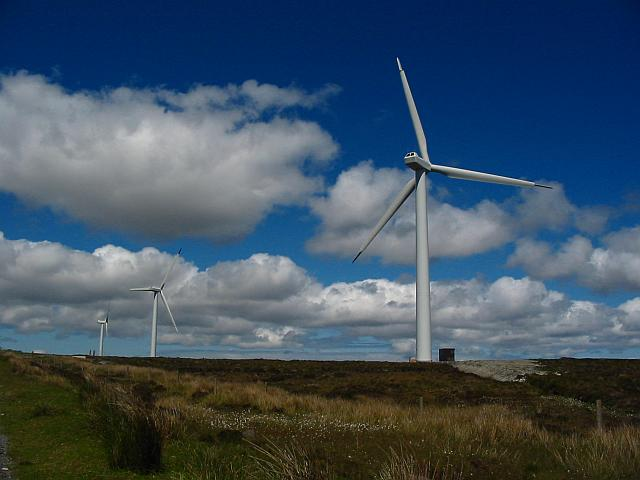
ルイス島の風力発電機3基

地域コミュニティが保有する風力発電所としてはイギリス最大とされるルイス島のBeinn Ghrideag風力発電所（発電機3基、出力9メガワット）が2015年より稼働、年間90万スターリング・ポンドの利益を上げていたが、2020年10月に海底送電ケーブルの不具合が発生、2021年9月にケーブル再敷設が完了するまで発電を停止する事態となった。また、ルイス島のストーノーウェイ風力発電所（発電機33基、出力184メガワットの計画）など、全体で約500メガワットに上る商用陸上風力発電所が開発中もしくは計画されている。

## 政治及び地方自治体
1889年スコットランド地方行政法の成立から1975年まで、アウター・ヘブリディーズの島々のうち、ルイス・ハリス島のルイス島部分はロス・クロマーティカウンティに、同島のハリス島部分及び他の島々はインヴァネスシャーに属していた。1975年の地方自治体再編で島嶼部がそれぞれ単一の自治体「アイランド・カウンシル（Island Council ）」となった際に、アウター・ヘブリディーズ全体は「西部諸島カウンシル（Western Isles Council）」となった。1996年の地方自治体制の再編によりスコットランド全土が32のカウンシル・エリア（1層制で自治体議会「カウンシル」を中心とした基礎自治体）に改組された際も、「西部諸島カウンシル（Western Isles Council）」の名称のまま単一自治体として維持された。1997年にスコットランド地方自治体ゲール語名称法（Local Government (Gaelic Names) (Scotland) Act 1997）が成立し、地方自治体がゲール語の名称を採用することが出来るようになると、翌1998年1月、ゲール語名称「Comhairle nan Eilean Siar」（西部諸島カウンシル）へと公式に改称を行った。2022年5-6月に行われた西部諸島議会選挙及び同補欠選挙（2022 Comhairle nan Eilean Siar election）では29名の議員が選出され（無所属22名、スコットランド国民党6名、保守党1名）、その議員の中から、カウンシル代表（Council Leader）にポール・スティール、議会議長（Council Convener）にケネス・マクラウドが就任した。

西部諸島カウンシル（Comhairle nan Eilean Siar）旗

庶民院（イギリス議会下院）の選挙区に関しては、アウター・ヘブリディーズ全体で「Na h-Eileanan an Iar選挙区」（定数1名の小選挙区）を構成し、有権者登録数は2021年12月現在で21,304人と、イギリスで有権者数が最も少ない選挙区となっている（イギリス全体平均では71,631人）。2019年イギリス総選挙ではスコットランド国民党のアンガス・マクニールが当選し、2005年以来の自身の議席を維持した。また、スコットランド議会の小選挙区もアウター・ヘブリディーズ全体で「Na h-Eileanan an Iar選挙区」を構成し、2021年スコットランド議会選挙においては、同小選挙区からはスコットランド国民党のアラスデア・アランが選出され、2007年以来の自身の議席を維持した。
なお、2014年のスコットランド独立住民投票においては、アウター・ヘブリディーズでは投票率86.2%、独立反対10,544票（得票率53%）、独立賛成9,195票（得票率47%）の結果であった。

## 文化

### スコットランド・ゲール語
| 年     | 人口      | 話者数（%）      |
| ------ | --------- | ---------------- |
| 1755年 | 1,265,380 | 289,798（22.9%） |
| 1800年 | 1,608,420 | 297,823（18.5%） |
| 1901年 | 4,472,103 | 230,806（05.2%） |
| 1951年 | 5,096,415 | 095,447（01.9%） |
| 1991年 | 4,998,567 | 065,978（01.3%） |
| 2001年 | 5,062,011 | 058,652（01.2%） |
| 2011年 | 5,295,403 | 057,602（01.1%） |

| 年     | 人口   | 話者数（%）     |
| ------ | ------ | --------------- |
| 1991年 | 29,600 | 19,546（66.0%） |
| 2001年 | 26,502 | 15,723（59.3%） |
| 2011年 | 27,684 | 14,092（50.9%） |

スコットランドにおけるスコットランド・ゲール語話者割合の分布図（2011年調査）

スコットランド・ゲール語とは、アイルランド語、マン島語と同系統のケルト諸語ゴイデル語派に属する言語で、スコットランドには4-5世紀にアイルランドから流入したスコット人が持ち込んだとされる。10世紀までにはスコットランドの大部分に広がるが、その後スコットランド東部および中央部ではスコットランド語が優勢となり、17世紀までにはスコットランド・ゲール語の勢力圏はハイランド地方及びヘブリディーズ諸島へと縮小した。1603年のスコットランド王国・イングランド王国の王冠連合から1707年の連合王国成立に至る過程で言語の同化も進み、英語の普及が進む一方、スコットランド・ゲール語の勢力圏はさらに縮小、加えて、1745年ジャコバイト蜂起失敗後のハイランド地方の氏族社会の解体、18世紀末から19世紀前半にかけてのハイランド・クリアランスによるスコットランド・ゲール語話者の大量流出もあり、ほとんどのスコットランド・ゲール語話者コミュニティが崩壊するに至った。20世紀中ごろには衰退のピークにあったが、1970年代より復興の機運が高まり、1984年にはスコットランド・ゲール語教育やスコットランド・ゲール語文化振興を目的とする慈善団体コム・ナ・ガーリックが設立され活動を開始、2001年には欧州評議会の「地方言語または少数言語のための欧州憲章」をイギリスが批准し、スコットランド・ゲール語は「地域少数言語」に認定、2005年にはスコットランド・ゲール語法が成立し、スコットランド・ゲール語の維持継承推進団体ボー・ナ・ガーリック（2003年設立）の法的地位の認定、英語に加えてのスコットランド・ゲール語の公用語化、全国的なスコットランド・ゲール語教育の実践など、スコットランド・ゲール語の維持、継承のための諸政策が公的に行われるようになった。一方で、「話者が高齢化しており若年世代への継承も不十分であるとし、2020年からの今後10年でスコットランド・ゲール話者コミュニティが消滅する可能性がある」とする研究もある状況である。
アウター・ヘブリディーズのスコットランド・ゲール語話者は2011年時点で約14,092人で、地区別ではルイス・ハリス島ルイス島地区9,344人、同島ハリス島地区1,212人、ノース・ウイスト島887人、サウス・ウイスト島（含むベンベキュラ島）1,888人、バラ島761人となっており、各地区とも減少が続いている。管轄する地方自治体「西部諸島カウンシル（Comhairle nan Eilean Siar）」では、「ゲール語に関する方針（Gaelic Policy）」（2004年改訂）の下、「カウンシル業務および提供サービス等のバイリンガル化（英語・ゲール語）」、「幼児・初等中等教育を中心にゲール語教育の強化」、「ゲール語文化の振興」、「ゲール語メディアへの支援」、「スコットランド政府や関連各所への働きかけ」などの普及活動に取り組んでいる。2020年からは、スコットランド初の試みとして、原則、ゲール語を教授言語とする教育が行われるようになった。

### ゲール音楽、関連イベント
アウター・ヘブリディーズでは、各家々に集まって音楽、ゲール語の歌、ダンス、物語、おしゃべりなどを楽しむケイリーの習慣があり、永く娯楽の中心であった。当地のゲール音楽はバグパイプ、フィドル、アコーディオンを中心に奏でられ、ヴァタルサイ島を生活の拠点するケイリー（ダンス伴奏音楽）・バンド「ザ・ヴァタルサイ・ボーイズ（The Vatersay Boys）」といった演奏者が知られている。ゲール語の歌は、主にダンスの伴奏に用いられるア・カペラの「マウス・ミュージック（Puirt à beul）」、毛織物の縮絨作業時に歌う「ウォーキング・ソング（Waulking song）」を始めとした各種仕事歌、また長老派教会においては、伴奏を伴わない「ゲール語の詩篇歌（Gaelic psalm singing）」が歌い継がれている。ゲール音楽の歌い手としては、BBCラジオ2・フォーク・アワードで2回の受賞歴のあるノース・ウイスト島出身のジュリー・ファウリスがよく知られている。パイプ・バンド（バグパイプとドラムから成る楽隊）では、ザ・ルイス・パイプ・バンドが1904年の創立以来100年以上にわたり活動を続けており、スコットランドで最も活動歴の長いバンドの一つとされている。
1981年、バラ島及びヴァタルサイ島において、言語、文学、音楽、演劇といったゲール文化の祭典「フェシュ・バラ」が始まった。このゲール文化の祭典は、スコットランド全土へと広がり、47か所で「フェシュ」が開かれる様になった。1996年より毎年ルイス島で開催されるゲール伝統音楽の祭典「ヘブリディアン・ケルト・フェスティバル」は、観客が18,000人以上集まるアウター・ヘブリディーズ最大の音楽祭で、経済価値は推定200万スターリング・ポンドに上るとされる。

### 宗教
| 宗教宗派               | 2001年 | 2011年 |
| ---------------------- | ------ | ------ |
| スコットランド国教会   | 42.3%  | 42.5%  |
| ローマ・カトリック教会 | 13.0%  | 12.3%  |
| キリスト教その他宗派   | 28.0%  | 19.1%  |
| その他宗教             | 01.0%  | 00.8%  |
| 無宗教                 | 11.4%  | 18.1%  |
| 無回答                 | 04.3%  | 07.1%  |

| 地域                          | 人口   | 国教会 | カト リック | 他宗派 |
| ----------------------------- | ------ | ------ | ----------- | ------ |
| ルイス・ハリス島 ルイス島地域 | 19,658 | 46.2%  | 07.9%       | 22.4%  |
| 同島ハリス島地域              | 01,916 | 50.7%  | 03.6%       | 24.6%  |
| ノース・ウイスト島            | 01,619 | 54.4%  | 05.3%       | 11.8%  |
| ベンベキュラ島                | 01,330 | 32.2%  | 39.5%       | 06.8%  |
| サウス・ウイスト島            | 01,879 | 12.8%  | 65.1%       | 04.6%  |
| バラ島および ヴァタルサイ島   | 01,264 | 13.2%  | 68.7%       | 02.4%  |
| 全地域 合計                   | 27,684 | 42.5%  | 12.3%       | 19.1%  |

2011年の国勢調査では、アウター・ヘブリディーズで信仰されている宗教は、キリスト教73.9%（スコットランド国教会42.5%、ローマ・カトリック教会12.3%、その他宗派19.1%）、その他宗教0.8%、無宗教18.1%などとなっている。キリスト教は600年頃に伝わり、以後、アウター・ヘブリディーズの社会、生活の基盤となっている。なお、島によって宗派構成が大きく異なり、北部に位置するルイス・ハリス島、ノース・ウイスト島ではプロテスタント（長老派のスコットランド国教会、スコットランド自由教会を初めとする自由教会系宗派）、南部に位置するサウス・ウイスト島、バラ島などはカトリックが主流となっている。なお、2001年国勢調査の分析ではあるが、アウター・ヘブリディーズの「キリスト教その他宗派（スコットランド自由教会などの自由教会系宗派など）」の割合（28.0%）はスコットランドで最も高く、またアウター・ヘブリディーズ南部地域のカトリックの割合（2001年実績でサウス・ウイスト島72%など）はスコットランドで最も高い地域の一つとなっている。
アウター・ヘブリディーズ（特に長老派の多い北部地域）は安息日を比較的厳格に守ってきており、商用航空便（2002年より）やフェリー便（2006年より）が日曜日（安息日）運航を始めるにあたり、強い反対運動も巻き起こった。なお、島々を走る路線バスは、2022年現在でも日曜日は運行していない。
イギリスでは2004年シビル・パートナーシップ法の成立により、同性カップルに婚姻に準じた権利と責任（シビル・パートナーシップ制度）が法的に認められるようになった。しかしながら、西部諸島カウンシル（Comhairle nan Eilean Siar）は宗教上、道徳上の理由より「シビル・パートナーシップの申請があった場合は登録自体は行うが、通常は登録に付随して行われる登録所での式典の提供を拒否する」としたうえで、「域内での同性カップルのシビル・パートナーシップ締結に関する式典を全面的に禁止する」ことで、域内での同制度の利用を実質的に禁止した。最終的には、2006年に西部諸島カウンシルはこの実質禁止を撤回することとなった。

### スポーツ

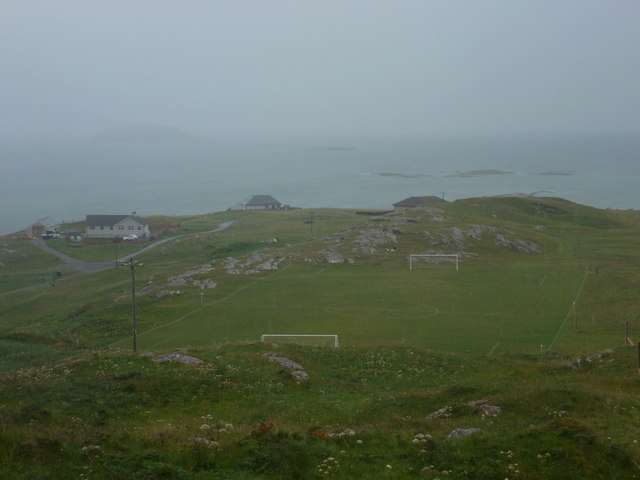
エリスケイ島のサッカー・グラウンド

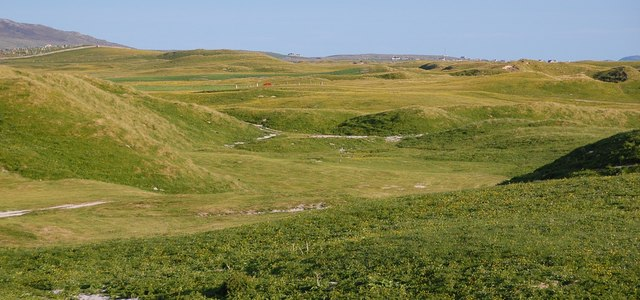
サウス・ウイスト島にあるアスカーニッシュ・ゴルフコース

アマチュアのサッカーチームがルイス・ハリス島に9チーム、ノース・ウイスト島以南に6チームあり、夏季を中心に試合が行われている。エリスケイ島にあるサッカー・グラウンドは丘陵部の緩斜面にあり（グラウンドが傾いている）表面はデコボコで、試合前には放牧されている羊や馬の糞をまず片づけなければならないといったユニークなもので、2015年にはFIFAワールド・フットボール・ミュージアムで紹介され話題となった。
アウター・ヘブリディーズにはゴルフ場が5か所ある。その中で、サウス・ウイスト島にあるアスカーニッシュ・ゴルフコースは、「近代ゴルフの父」とも称されるオールド・トム・モリスが1891年に設計したことで知られる。このゴルフコースは第二次世界大戦前ごろまでは使われていたが、その後放棄されて荒れ果て、その存在はほとんど忘れ去られていた。2005年にその存在が「再発見」されると復元計画が持ち上がり、2008年に復元が完成した。
2001年からは、トレイルランニング、マウンテンバイク、シーカヤックなどからなるアドベンチャーレースが断続的に開催されている（2001年-2008年「ザ・ヘブリディアン・チャレンジ」、2016年-2019年及び2022年-「ザ・ヘブ -レース・オン・ジ・エッジ-」）。
2005年には国際アイランドゲームズ協会に加盟、同年のアイランド・ゲームズシェトランド大会より参加している。

## 交通

### 海上交通

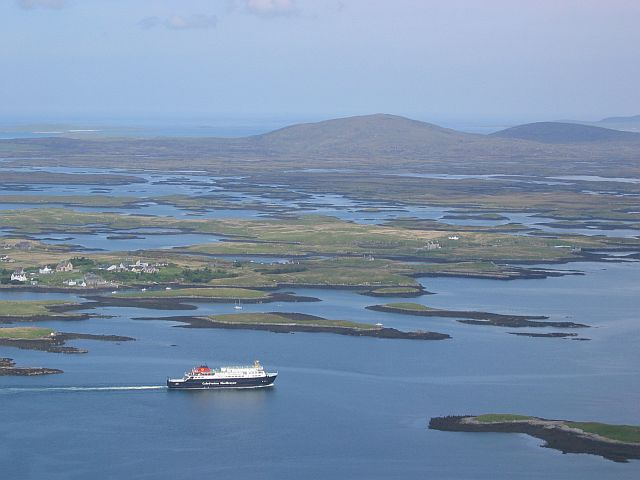
ノース・ウイスト島ロッホマディを出航しスカイ島へ向かうフェリー

アウター・ヘブリディーズと、スコットランド本島およびインナー・ヘブリディーズとの間を結ぶ定期フェリー便が、以下の通り運航されている。
- バラ島キャッスルベイ（英語版）、スコットランド本島オーバン間[435][436]。
- サウス・ウイスト島ロクボイスデール（英語版）、スコットランド本島マレイグ（英語版）、（冬季のみ）スコットランド本島オーバン間[437][438]。
- ハリス島（英語版）ターバート（英語版）、インナー・ヘブリディーズのスカイ島ウイグ（英語版）間[439][440][注 73]。
- ノース・ウイスト島ロッホマディ（英語版）、インナー・ヘブリディーズのスカイ島ウイグ間[442][443][注 73]。
- ルイス島ストーノーウェイ、スコットランド本島アラプール間[444][445]。

フェリーの発着するスコットランド本島オーバンとマレイグからは鉄道に連絡し、グラスゴーへの直通便も設定されている。
またアウター・ヘブリディーズ内の定期フェリー便は以下の通り運航されている。
- バラ島、エリスケイ島（英語版）間[447][448]。
- バーナレイ島（北）（英語版）、ハリス島レヴァーバラ（英語版）間[449][450]。

### 航空路線

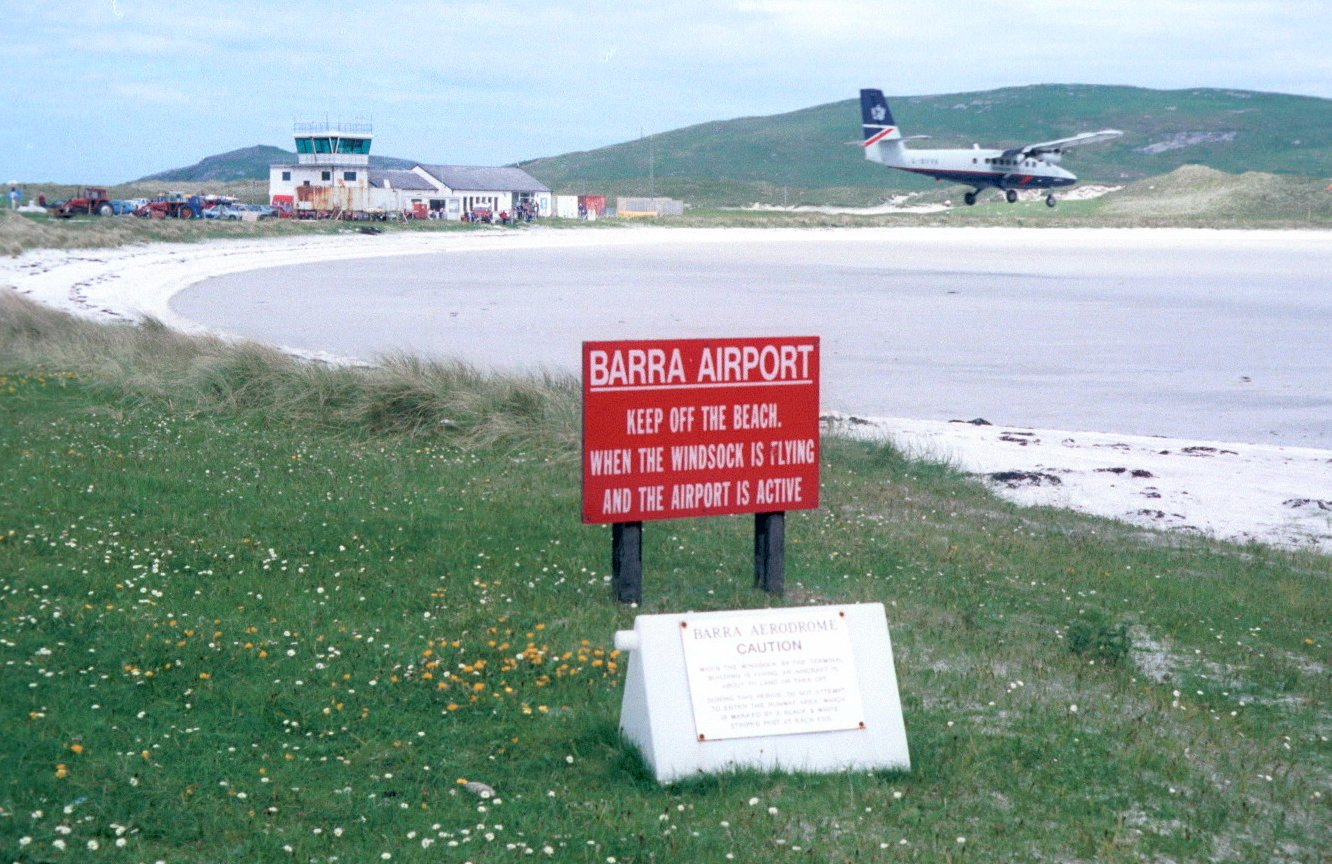
バラ空港

アウター・ヘブリディーズには、以下の3空港があり、各空港間およびスコットランド本土への定期便が運航されている。
- ストーノーウェイ空港（英語版）：就航地はベンベキュラ空港（英語版）、エディンバラ空港、グラスゴー空港、インヴァネス空港（英語版）[451]。
- ベンベキュラ空港：就航地はグラスゴー空港、インヴァネス空港、ストーノーウェイ空港[452]。
- バラ空港：就航地はグラスゴー空港[453]。満潮時には海面下となる海辺を滑走路とし運航スケジュールは干満時刻によるという、定期便運航空港としては世界唯一の空港[453][454]。

### 陸上交通
道路状況
諸島北端の集落ルイス島ポート・オブ・ネスから諸島南端の有人島ヴァタルサイ島まで、2か所のフェリー連絡（ハリス島－レヴァーバラ－バーナレイ島（北）間、エリスケイ島－バラ島間）を挟み「南北縦貫路」が通じるほか、諸島全ての有人島はいずれかの島に土手道や橋で接続されている。この「南北縦貫路」「有人島接続」の道路整備（含むフェリー連絡）は、1942年の軍用空港建設に絡むベンベキュラ島サウス・ウイスト島間の架橋に始まり、また各有人島の孤立解消による人口維持や経済発展を期するとの観点もあり、1953年にはルイス島グレート・バーネラ島間の架橋、以後順次整備され、2001年のサウス・ウイスト島エリスケイ島間の土手道開通を以って完成した。なお、以下の区間がA道路（A road。主要道）に指定されている。
- A857号線：ルイス島ストーノーウェイ、バーバス（英語版）、ネス（英語版）間。
- A858号線：ルイス島ストーノーウェイ、カロウェイ（英語版）、バーバス間。
- A859号線：ルイス島ストーノーウェー、ハリス島ロデル（英語版）間。
- A866号線：ルイス島ストーノーウェー、ブローカー（英語版）間。
- A868号線：ハリス島ターバート（英語版）（A859号線分岐点からターバート港まで）。
- A865号線：ノース・ウイスト島ロッホマディ（英語版）、ソラス（英語版）、サウス・ウイスト島ロクボイスデール（英語版）間。
- A867号線：ノース・ウイスト島ロッホマディ、クラカン（Clachan）間。
- A888号線：バラ島周回路。

路線バス

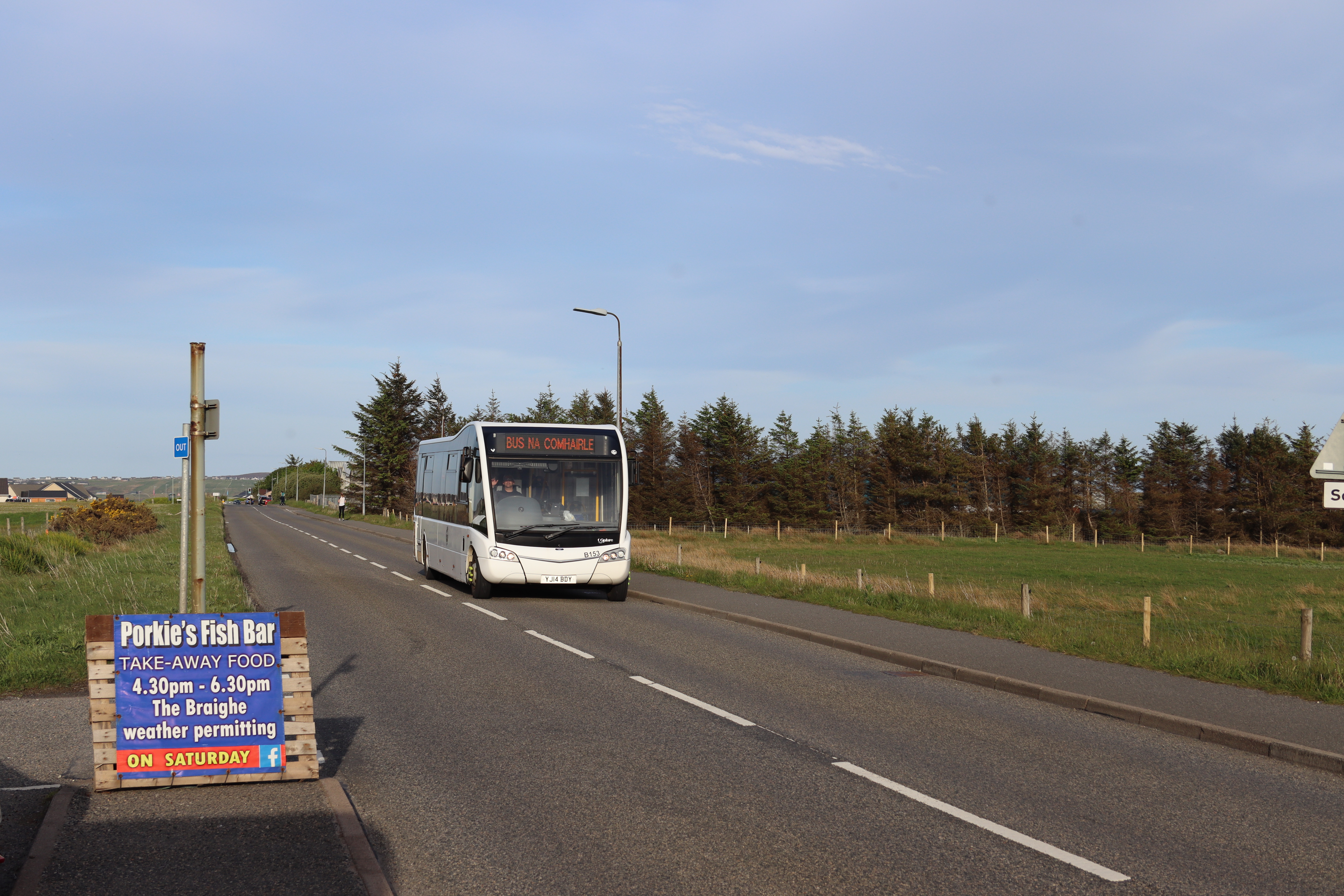
自治体運営の路線バス

地方自治体「西部諸島カウンシル（Comhairle nan Eilean Siar）」運営の「ウエスタン・アイルズ・バス・サービシズ」が路線バスを運行している。フェリー便、航空便との連絡便を含め、以下の様に地域各地への路線を持つ。なお、月曜日から土曜日の運行（日曜日は運休）を基本としている。
- ルイス島：ストーノーウェイ発着を中心に、9系統を運行[460]。
- ハリス島：ターバート発着を中心に、6系統を運行[461]。
- ノース・ウイスト島、ベンベキュラ島、サウス・ウイスト島、エリスケイ島：各島をつなぐ主要道を中心に4系統を運行[462]。
- バラ島：2系統を運行[463]。

### 海難事故

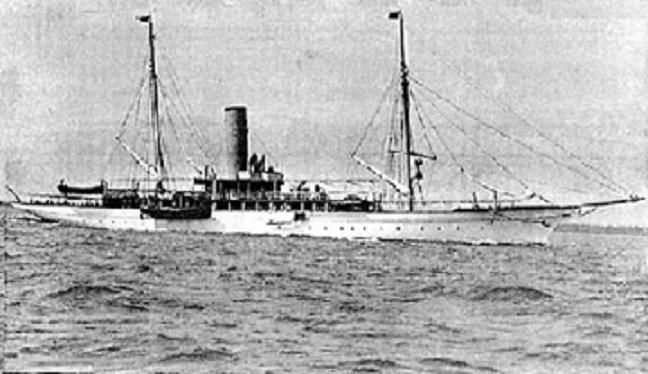
イギリス海軍のアドミラルティ型ヨット「HMY Iolaire（英語版）」

アウター・ヘブリディーズ周辺海域は、冬を中心に嵐になることが多く強い波と風に晒される。周辺海域の安全な航海を助けるために、南端のバーナレイ島（南）バラ岬から北端のバット・オブ・ルイス岬まで所々に灯台が設置されている。しかしながら、これまで数多くの船舶が周辺海域で遭難し、また1900年12月にはフラナン諸島の灯台より灯台守3人全員が荒天によるものなのか忽然と姿を消してしまうという事件も発生した。この事件は「フラナン諸島の謎」とも呼ばれ、映画「バニシング」の題材にもなった。
1853年9月28日、リバプールからカナダ・モントリオールへ向かっていた移民船アニー・ジェーンが、嵐の中、ヴァタルサイ島沖で難破、沈没し、乗員乗客450人のうち348人が犠牲となった。犠牲者はヴァタルサイ島に埋葬され、小さなケアンと碑が建てられている。
1919年1月1日、第一次世界大戦からの復員兵を乗せたイギリス海軍のアドミラルティ型ヨット「HMY Iolaire」が、ルイス島東岸沖の小岩礁「ビースツ・オブ・ホルム（Beasts of Holm）」に座礁し沈没、205名が犠牲となった。
1941年2月5日、アメリカ合衆国ニューオーリンズ他へスコッチ・ウイスキーなどを運搬していた貨物船SSポリティシャンが、アウター・ヘブリディーズ南部のバラ水道カルバイ島・エリスケイ島付近で座礁、沈没した。乗員は全員救助されたが、積み荷のスコッチ・ウイスキーが島民らに不法に回収され、大騒動になった。この座礁事故および「不法回収」の顛末は、コンプトン・マッケンジーの小説『ウイスキー・ガロア』のモデルとなり、のちには映画化（1949年「Whisky Galore!」、2016年「ウイスキーと2人の花嫁」）もされた。